# Wasserversorgung in Hamburg
Die Wasserversorgung in Hamburg war die erste moderne Wasserversorgung und -entsorgung auf dem europäischen Kontinent. Ihre Entstehung war dem Großen Brand in der Hamburger Altstadt 1842 geschuldet, der ein Drittel der inneren Stadt zerstörte. Die völlig unzureichende Löschwasserversorgung trug wesentlich zum Ausmaß der Zerstörungen bei. Noch im selben Jahr begann daher schrittweise der Aufbau einer effektiven Löschwasserversorgung sowie einer fortschrittlichen Wasserversorgung und Kanalisation. Die umfangreichen Bauarbeiten waren 1848 abgeschlossen. Das ursprüngliche Leitungs- und Rohrnetz wuchs kontinuierlich an und ist teilweise noch immer in Betrieb. Bis heute entstand eine leistungsfähige Wasserwirtschaft mit gegenwärtig 17 Wasserwerken. Die heutige Wasserversorgung in Hamburg war von Beginn an in staatlicher Hand und wird durch das öffentlich-rechtliche Unternehmen Hamburg Wasser bewirtschaftet.

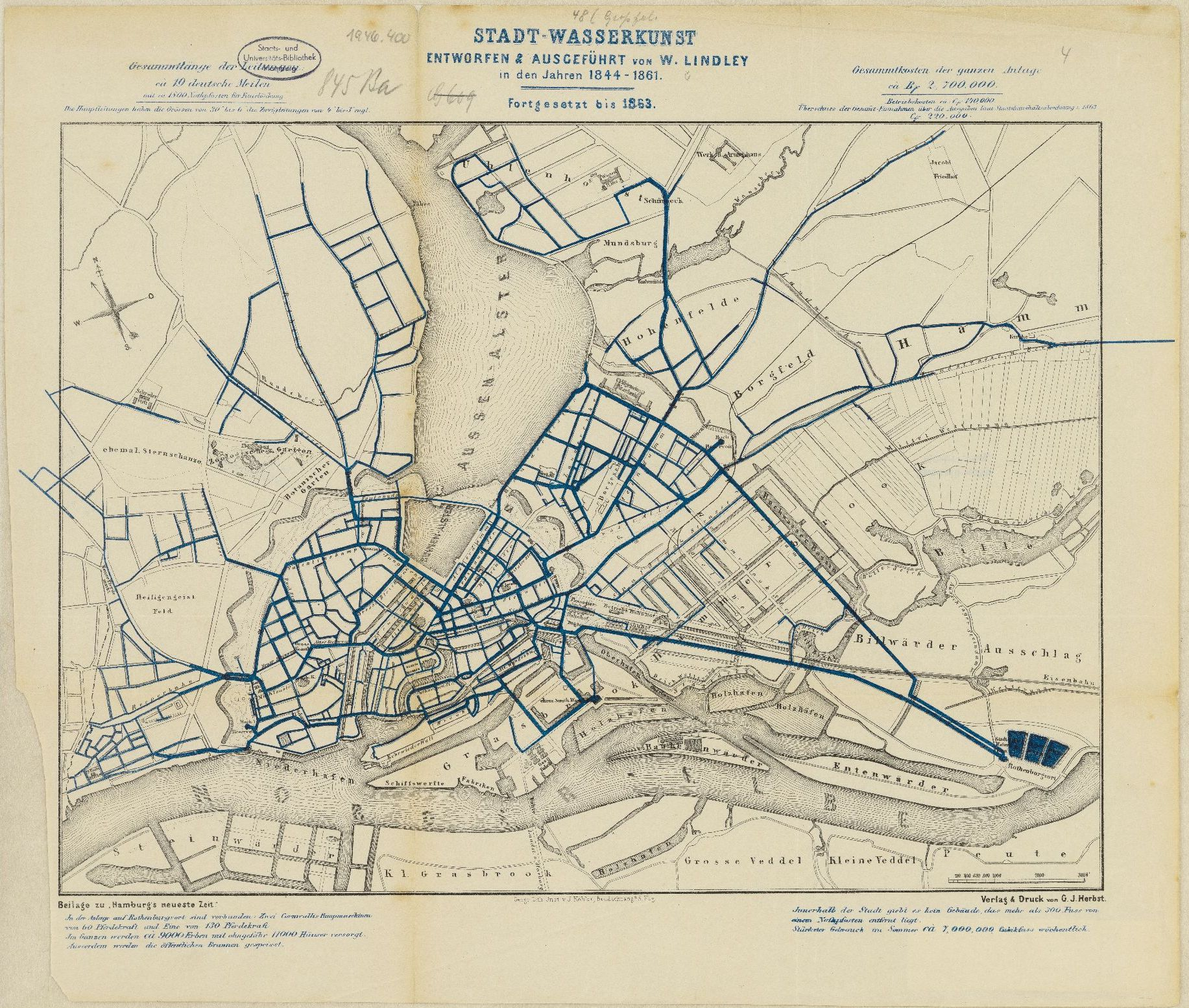
Versorgungsnetz der Hamburger Wasserkunst im Jahre 1864

## Vom Feldbrunnen zur Elbwasserkunst

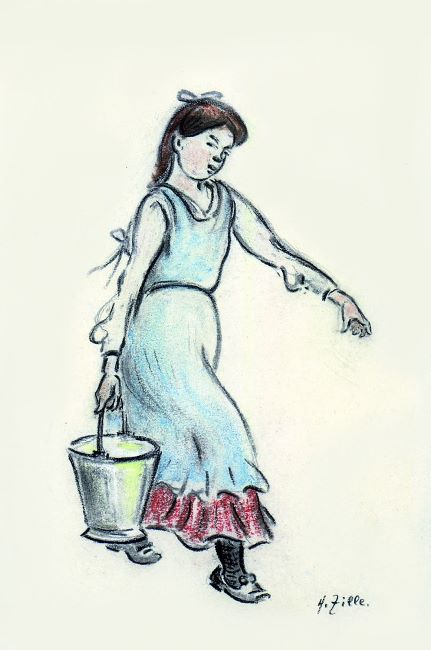
Wasserträgerin bei der Arbeit

Bis weit ins 14. Jahrhundert gab es in Hamburg keine geregelte Wasserversorgung. Die Haushalte und Gewerbebetriebe mussten ihren Wasserbedarf decken, indem sie Regenwasser in Tonnen sammelten oder aufwändig Wasser aus Schöpfstellen oder Brunnen an den Verbrauchsort transportierten. Wer hierzu nicht in der Lage war oder wer es sich leisten konnte, kaufte das Wasser von umherfahrenden Wasserwagen oder von Wasserträgern. Das Wassertragen war seinerzeit zumeist Frauenarbeit. Der bekannteste Hamburger Wasserträger war Johann Wilhelm Bentz, der zu einem der Hamburger Wahrzeichen geworden ist.

Wasserwagen

Die organisierte Wasserversorgung für das Hamburger Stadtgebiet begann erst 1370. Damals wurden vom Catharinen-Feldbrunnen, dessen Hauptquelle sich hinter der Gärtnerstraße (heute Thadenstraße) in Altona befand, Feldbrunnenleitungen in die Stadt verlegt. Die Feldbrunnenleitungen bestanden aus durchbohrten Baumstämmen. Das Quellwasser wurde in sie hineingeleitet und versorgte private Haushalte mit Wasser. Der Rödingsmarkt-Feldbrunnen mit zwei Quellen auf dem Hamburger Berg und einer Quelle im Hornwerk kam ab 1430 hinzu. Ein weiteres Jahrhundert später wurde 1533 der Dammtorbrunnen mit seiner Quelle am heutigen Valentinskamp erschlossen.

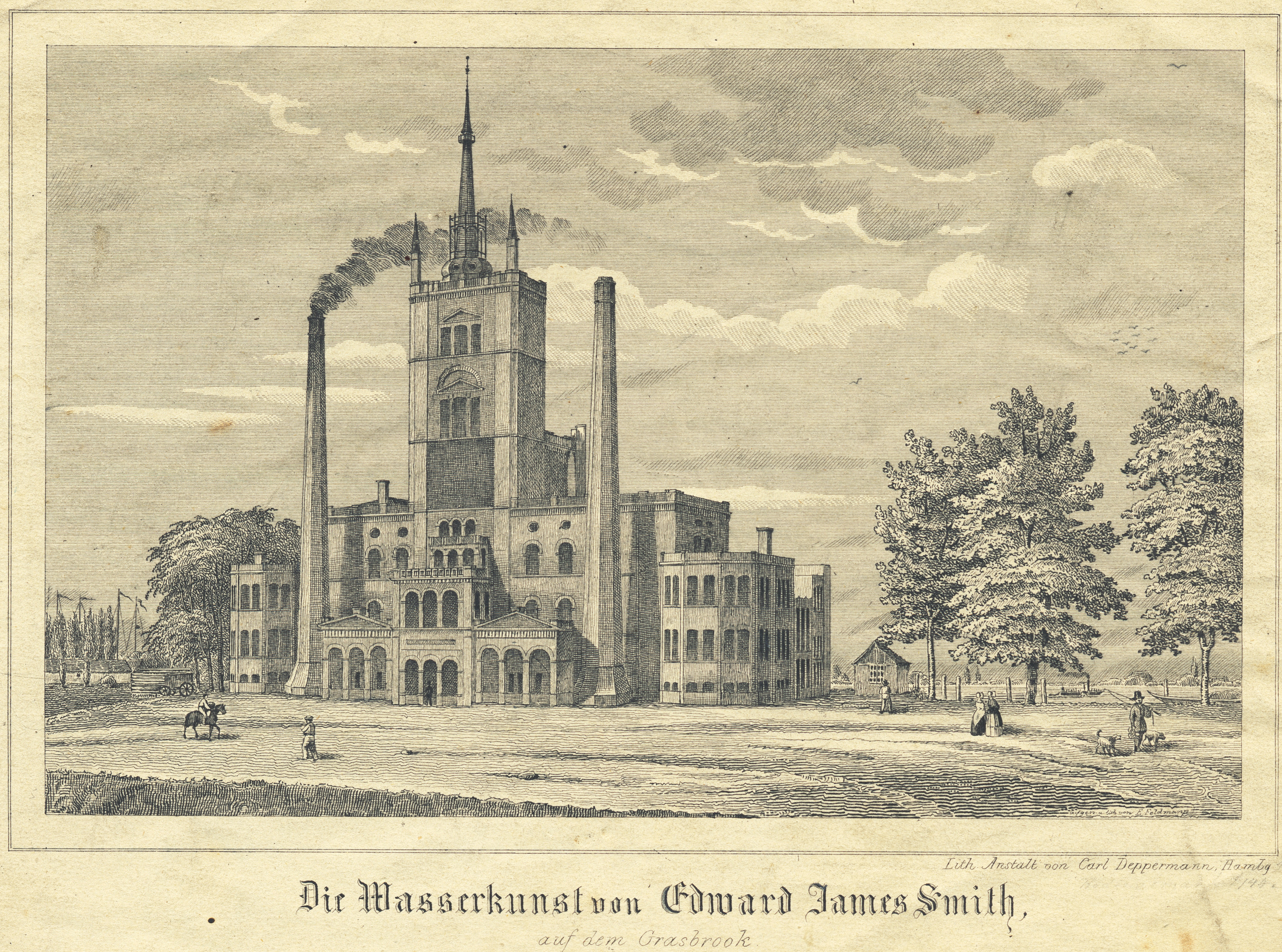
Wasserkunst Edward James Smiths auf dem Grasbrook, 1840

1531 wurden die so genannten Alsterwasserkünste – so hießen diese frühen „Wasserwerke“ – als Wasserversorger eingerichtet. Der Fluss Alster verläuft aus Richtung Norden kommend unmittelbar durchs Stadtzentrum, um später in die Elbe zu münden. Im Bereich des Oberdamms (heutige Reesendammbrücke und Jungfernstieg) wurde das Flusswasser gestaut. Das aus dem Staubecken abfließende Flusswasser setzte große Wasserräder in Bewegung, die ihrerseits Kolbenpumpen antrieben. Die vollgefüllten Gefäße wurden zunächst in große Sammelbehälter unter dem Dach des Kunsthauses gehoben. Von dort aus wurde das Wasser durch Leitungssysteme an wohlhabende Haushalte befördert, die sich die Gebühren leisten konnten. Ärmere Bewohner der Stadt hingegen blieben auf die mühselige und anstrengende Eigenversorgung angewiesen. Eine weitere Alsterwasserkunst wurde 1535 am Niederdamm (heute Großer Burstah) in Betrieb genommen, ein drittes Wasserwerk folgte am Graskeller.

Halblinks: Smith’sche Elbwasserkunst um 1840

1828 errichtete der englische Ingenieur Edward James Smith (1779–1854) eine „Felsenwasserkunst“ an der Alster. Die Hamburger entnahmen zur damaligen Zeit der Alster und den Fleeten jedoch nicht nur Trink- und Brauchwasser für ihre Haushalte, sondern sie leiteten das Abwasser jeder Art, das unter anderem auch aus Urin und Kot bestand, in dieselben Gewässer zurück. Darüber hinaus verschmutzten auch Gerbereien, Kattunbleichen und Wäschereien die Alster durch ihre Abwässer. Diese Art der Abwasserentsorgung brachte neben Verunreinigungen und Geruchsbelästigungen schwere Erkrankungen wie Typhus oder Cholera mit sich. Die diese Krankheiten auslösenden Bakterien werden in erster Linie durch verunreinigtes Trinkwasser verbreitet. In Hamburg starben auf diese Weise 1831 an der ersten von mehreren Cholera-Epidemien 482 Einwohner. 1832 forderte die zweite Cholera-Epidemie bereits 1.652 Menschenleben. 1822 entstand mit der „Bieber’schen Elbwasserkunst“ an den heutigen St. Pauli-Landungsbrücken das erste Wasserwerk, das der Elbe Wasser entnahm. Das Elbwasser wurde bei Flut in Absetzbecken geleitet und in einen Turmbehälter gefördert. Über ein 15 Kilometer langes gusseisernes Rohrnetz gelangte es zu den Verbrauchern. Zunächst wurden die Pumpen von Pferden (Rosswerke), nach 1832 von Dampfmaschinen angetrieben. Später erbaute auch der Ingenieur Smith eine Elbwasserkunst, die „Smith’sche Elbwasserkunst“ im Holzhafen von Moorfleet.

## Der Große Brand als Wegbereiter

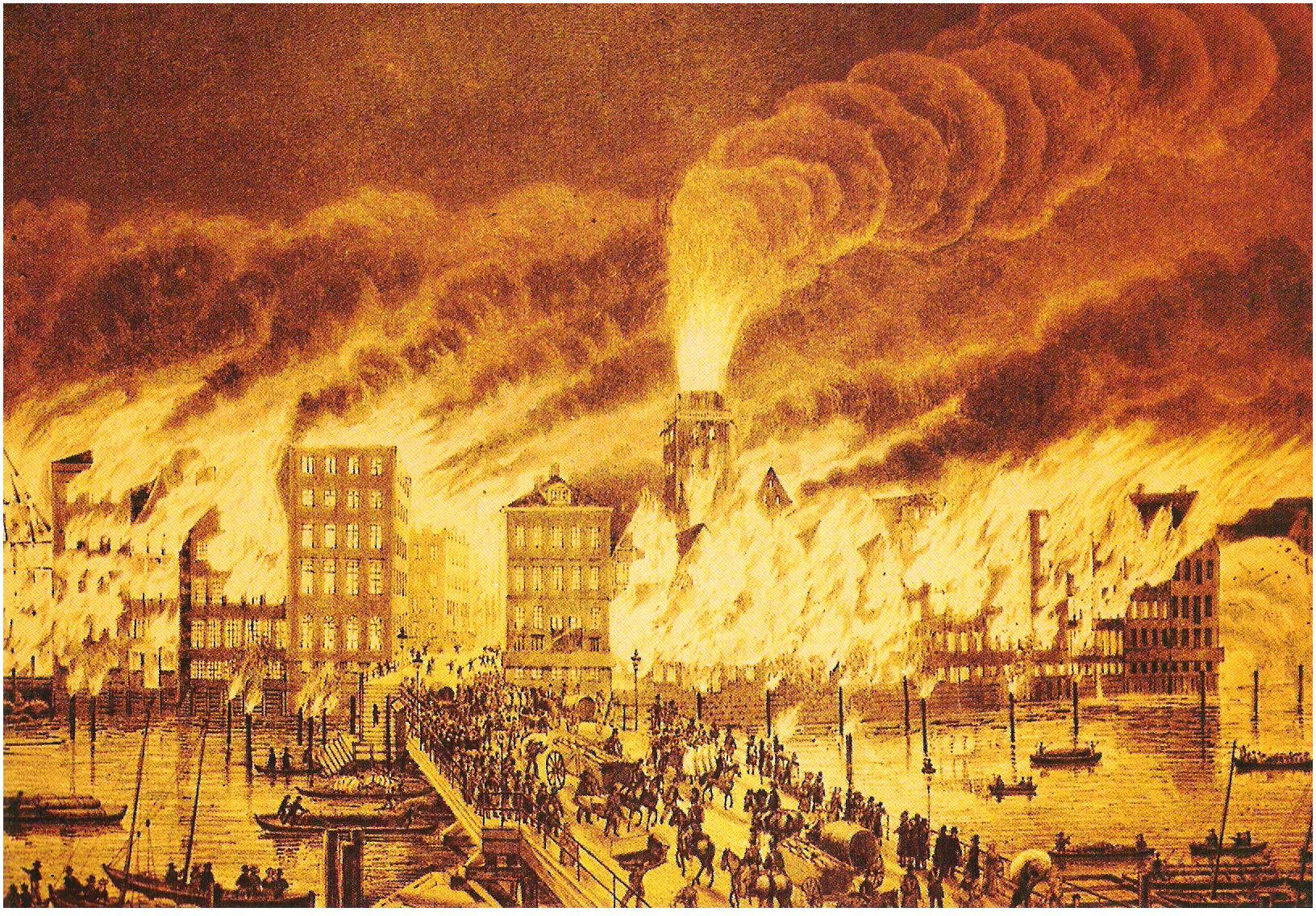
1842 versagte die Versorgung mit Löschwasser

Am 5. Mai 1842 brach in der Deichstraße der Große Brand aus und mit ihm ein bis dahin noch nicht da gewesenes Chaos in der Stadt: Tausende Menschen verließen mit ihrem Hab und Gut ihre Wohnungen und Häuser und flüchteten Hals über Kopf vor den Flammen. Banden plünderten die verlassenen Häuser und raubten die Flüchtenden aus, die ihrerseits die Straßen verstopften und die Brandbekämpfung behinderten. Der Stadtchronist Johann Gustav Gallois schrieb: „Mehrere Tage hindurch herrschte in der Stadt fast ungehindert die vollendete Anarchie“, die Stadt sei „geradezu dem Regimente eines raubenden und vandalisch zerstörenden Pöbels preisgegeben“ gewesen. Die Flammen breiteten sich rasch aus. Ein Notfallplan mit einer koordinierten Abwicklung existierte nicht. Aus den benachbarten Orten traf Hilfe ein, insgesamt bekamen 1.150 Feuerwehrleute mit 34 Land- und elf Schiffspritzen den Brand zunächst nicht unter Kontrolle.

Ein Spritzwagen mit Feuerspritze

Das Feuer erfasste 71 Straßen mit etwa 1.749 Häusern, über 4.000 Wohnungen und 102 Speicher. Die gelagerten Handelsmaterialien wie Arrack, Schellack und Gummi fingen rasch Feuer und fachten den Brand weiter an. Fast die gesamte Altstadt brannte, das Feuer nahm katastrophenartige Ausmaße an. Zunächst zögerlich, dann immer häufiger sprengten die Spritzenmeister private Häuser und öffentliche Gebäude wie das Alte Rathaus, um das Übergreifen der Flammen auf die Neustadt zu verhindern. Nach vier Tagen war das Feuer schließlich gelöscht. 51 Menschen fanden den Tod, 151 weitere wurden verletzt. 20.000 Menschen, etwa zehn Prozent der Bevölkerung, waren obdachlos geworden. Ein Drittel der Stadt war zerstört. Fast alle Gebäude im betroffenen Areal – darunter auch die meisten öffentlichen Gebäude – lagen in Schutt und Asche. Das galt auch für die drei frühen Wasserwerke, die Alsterwasserkünste. Die Löschwasserversorgung war unzureichend und den Flammen nicht gewachsen. Das Löschwasser musste herangeschafft werden, um die Feuerspritzen neu zu befüllen. Hatte eine Spritze ihr Löschwasser verbraucht, konnte sie bis zur nächsten Befüllung nicht genutzt werden. Die Löschwasserversorgung der Stadt hatte in diesem Ernstfall versagt. Die Bürgerschaft musste die Trink- und Löschwasserversorgung des Stadtgebietes neu regeln.

## Entstehung des modernen Versorgungsnetzes

### Der britische Genius

William Lindley

Der Große Brand war es letztlich, der Grund und letzter Anlass war, die Wasserversorgung der Stadt komplett zu reformieren. Die innere Stadt Hamburgs umfasste damals etwa das Gebiet der heutigen Altstadt und der heutigen Neustadt, also etwa 4,6 Quadratkilometer. Damit hatte Hamburg bei weitem nicht seine heutige Größe von etwa 755 Quadratkilometern.
Die Bürgerschaft verfolgte drei Ziele: Sie wollte die Stadt aus den Trümmern konzeptionell neu aufbauen. Sie wollte ein neues, staatliches Wasserversorgungsnetz für die gesamte Stadt errichten, das gleichzeitig die Funktion der Abwasserentsorgung übernehmen sollte und sie wollte ein der Brandbekämpfung dienendes Netz so genannter Nothpfosten – also Hydranten – aufbauen, damit die Feuerwehr im Brandfall rasch an jedem Ort über ausreichend Löschwasser verfügen konnte.

Angesehene Hamburger ehrten 1852 Lindleys Leistungen, Blatt von Hermann Wilhelm Soltau

Am 1. September 1842 verabschiedete die Bürgerschaft einen Plan zum Aufbau einer neu konzipierten Altstadt, den eine Expertenkommission, die so genannte Technische Kommission, ausarbeitete. Die Bürgerschaft verabschiedete in diesem Zusammenhang eigens ein Enteignungsgesetz, durch das viele Grundeigentümer in den zerstörten Gebieten enteignet wurden. Durch breitere und gerade Straßen sollten Brände größeren Ausmaßes durch Überspringen verhindert werden und die Feuerwehr sollte im Brandfall rasch zu jedem Brandort gelangen. Unter anderem wurde der Stadtkern von der Trostbrücke (an der das Alte Rathhaus stand) in den Bereich zwischen Börse und Binnenalster verlagert. Es entstanden unter anderem die Alsterarkaden und durch Aufschüttung der Alsterdamm (heute Ballindamm). Der Technischen Kommission gehörten neben den Architekten Alexis de Chateauneuf und Gottfried Semper auch William Lindley an.
Lindley galt als fähiger Ingenieur. Er war schon ab 1834 als assistierender Ingenieur zunächst am Bau der Eisenbahnstrecke Hamburg–Lübeck und ab 1837 am Bau der Eisenbahnstrecke Hamburg–Bergedorf beteiligt. Nach dem Großen Brand stellte er seine Fachkenntnisse der Rat- und Bürgerdeputation zur Verfügung, bevor er in die Technische Kommission berufen wurde. Am 26. Juni 1844 beschloss die Bürgerschaft, ein umfassendes staatliches Wasserversorgungssystem für die gesamte Stadt zu errichten. Der Senat übertrug Lindley als verantwortlichem Ingenieur die Konzeption und Umsetzung des Beschlusses. Ihm kam damit eine entscheidende Bedeutung zu.
Zur damaligen Zeit verfügte in Europa lediglich England über ein leistungsfähiges unterirdisches Rohrleitungssystem. Die Abwässer wurden dort allerdings ungefiltert auch in die kleineren Flüsse abgeleitet, was insbesondere an wärmeren Tagen zu erheblichen Geruchsbelästigungen führte. Der europäische Kontinent selbst wies keinerlei derartige moderne Systeme auf.

### Entwässerung

Bau der eiförmigen Kanalisation um 1845

Bevor ein stadtumspannendes Wassernetz installiert werden konnte, mussten zunächst die Voraussetzungen für den Wasserabfluss geschaffen werden. Der erste Spatenstich erfolgte am 29. November 1842 in den Großen Bleichen. Bereits 1843 ging dieser erste Hamburger Abwasserkanal in Betrieb (und hielt im Übrigen bis 1992). Lindley verwendete das bis dahin auf dem europäischen Kontinent unbekannte Prinzip der Schwemmkanalisation. Nach diesem Prinzip werden neben dem einfließenden Regenwasser und dem Straßenschmutz auch die Abwässer der Haushalte weggespült, es kommt nicht zu Stauungen und Stehwasser. Um die hierfür erforderliche Fließgeschwindigkeit zu erhöhen, ließ Lindley eiförmige Kanäle bauen, die sich bei gleicher Aufnahmekapazität nach unten hin verengten. Die Siele – die Hamburger Bezeichnung für Abwasserkanäle – waren begehbar und genormt. Sie bestanden aus gebrannten Ziegelsteinen. Die Spülung der Siele erfolgte mit aufgestautem Alsterwasser. Anders als beispielsweise in London wurden die übel riechenden Abwässer nicht in die kleinen Flüsse geleitet. Vielmehr liefen die Endrohre in den Strom Elbe, der ausreichend Kraft und Wasserfluss besitzt, um die Abwässer in sich aufzunehmen. Das Problem stellte sich jedoch mit den Gezeiten, denen die Elbe unterworfen ist. Insbesondere waren die häufigen Hochwasserstände und die mitunter auftretenden heftigen Sturmfluten geeignet, das Elbwasser in die Kanalisation zu drängen, es auslaufen und Teile der Stadt überfluten zu lassen. Auch diese Schwierigkeit bekam Lindley in den Griff, indem er selbsttätig schließende Fluttore installieren ließ, die sich bei ansteigender Elbe schlossen und die bei absinkender Elbe das aufgestaute Abwasser wieder hinauslaufen ließen. Selbst bei langandauernden Sturmfluten mit Starkregen konnte die Kanalisation in Hamburg nicht überlaufen, weil Lindley Notausläufe aus den Kanälen in angrenzende Gewässer einplante. Seine Empfehlung an die Hausbesitzer, sich selbstschließende Klappen gegen das Eindringen von gestautem Abwasser durch die hauseigenen Anschlüsse zu installieren, wurde 1843 Vorschrift und gilt noch heute. Das erste Sielgesetz von 1854 sah vor, dass Gebäude innerhalb von zehn Jahren nach Errichtung eines Sieles in der betreffenden Straße ans Kanalisationsnetz angeschlossen werden mussten. Das zweite Sielgesetz von 1875 sah den sofortigen Anschlusszwang an einen neu erstellten Abwasserkanal vor.

### Wasserversorgung

Nothpfosten (Hydranten)

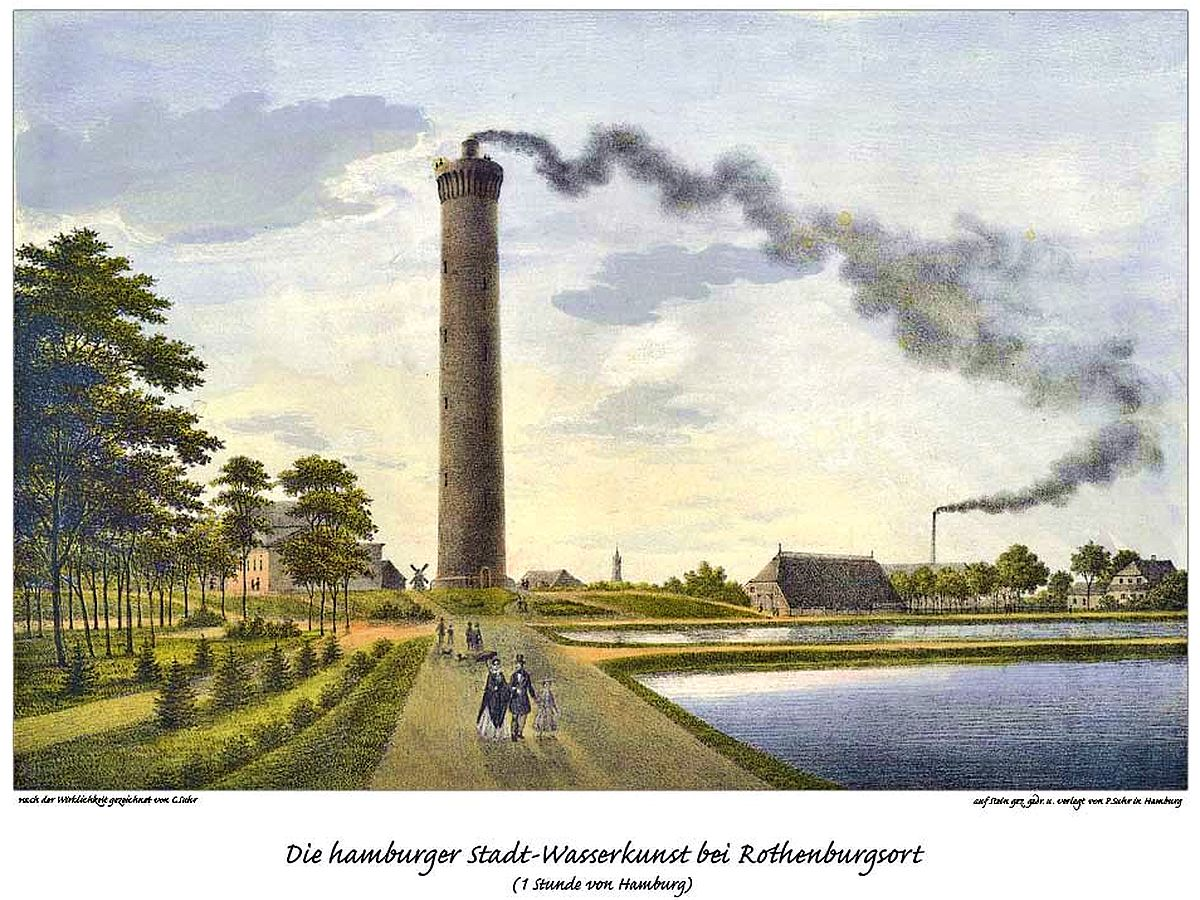
Wasserwerk in Rothenburgsort 1848

Rohrleitungsnetz in der inneren Stadt 1848

Lindley setzte ab Baubeginn des Netzes 1845 die ihm bekannte britische Technik ein und ließ sich insbesondere von den sozialhygienischen Vorstellungen aus Großbritannien leiten, denen zufolge dem staatlichen Versorgungssystem die Funktion zukam, auch ärmere Bevölkerungsteile am fließenden Wasser zur Eindämmung von Krankheiten und Epidemien teilhaben zu lassen.
Der erste Eckpfeiler war der Bau des Wasserwerkes in Rothenburgsort, das damals noch vor der Stadt lag und dünn besiedelt war. Die Anlage verfügte über ein Pumpwerk mit zwei Dampfpumpen, das der Elbe mittels so genannter Cornwall-Pumpen vergleichsweise sauberes Wasser entnahm und es in drei neu angelegte Ablagerungsbecken pumpte. In den Ablagerungsbecken sanken die Schwebeteilchen des Elbwassers auf den Boden. Das gereinigte Wasser konnte nun über das Druckrohr im Wasserturm in das neue Trinkwassernetz, das aus Zubringer-, Haupt- und Versorgungsleitungen bestand, in die Hochbehälter gepumpt werden. Von dort aus gelangte es zu den Haushalten. Der 65 Meter hohe Turm des Pumpwerks, der noch heute steht, hatte zum einen die Funktion eines Schornsteins für die Dampfpumpen. Zum zweiten hatte er die Funktion eines Wasserturms: Die erhöhte Lage des Speicherbeckens bzw. der Druckleitungen sorgte für einen konstanten Druck im Wassernetz der Stadt.
Der zweite Eckpfeiler war die Möglichkeit, aufgrund der bereits teilweise gebauten Kanalisation Wasserleitungen bis in jedes Haus legen zu können. In der Folge bedeutete dies moderne Badezimmer und moderne Wassertoiletten (water closets), was als wesentlicher Beitrag zur Hygiene und Gesundheitsvorsorge galt. Lindleys sozialreformerischer und -hygienischer Einstellung zufolge sollte „mit Rücksicht auf die unvermögenden Classen der Bevölkerung“ jeder Hamburger „dieses unentbehrliche Nahrungs- und Reinlichkeitsmittel unentgeltlich“ verwenden können, um nicht aus den „Folgen der Unreinlichkeit zu erkranken“ und dem „Staate zur Last“ zu fallen. 1850 hatten von 11.500 Haushalten bereits 4.000 einen eigenen Wasseranschluss, was einer Quote von über einem Drittel entsprach. Nach Abschluss der Arbeiten betrug die Länge des Leitungssystems 62 Kilometer.

Warmbadeanstalt Schweinemarkt 1855

Gleichzeitig entstand mit dem Trinkwasserversorgungsnetz ein Löschwassernetz mit den entsprechenden Nothpfosten, um im Brandfall nicht Wasser herschaffen zu müssen, sondern es großflächig dauerhaft zur Verfügung zu haben. Weiter war die Schaffung von Freibrunnen sowie Wasch- und Badeanstalten ein geeigneter Weg, zumindest die Mittel für eine annähernd kostenlose Körperreinigung mit fließendem Wasser zur Verfügung zu stellen. Die erste Warmbadeanstalt des europäischen Festlands, die Wasch- und Badeanstalt Schweinemarkt (heute Steinstraße/Steintorwall) wurde am 5. April 1855 eröffnet und bot 65 Wannenbäder, 49 für Männer und 16 für Frauen. Eine zweite derartige Anlage inklusive Schwimmbad entstand 1881 am Schaarmarkt. Der steuerfinanzierte Bau der Wasserversorgung war für die Bevölkerung zwar insofern „kostenlos“, der hauseigene Wasseranschluss ans Netz aber noch recht teuer, so dass die ärmeren Bewohner noch immer nicht in den Genuss des eigenen fließenden Wassers kamen.

## Errichtung der Stadtwasserkunst

### Ausbau der Wasserversorgung

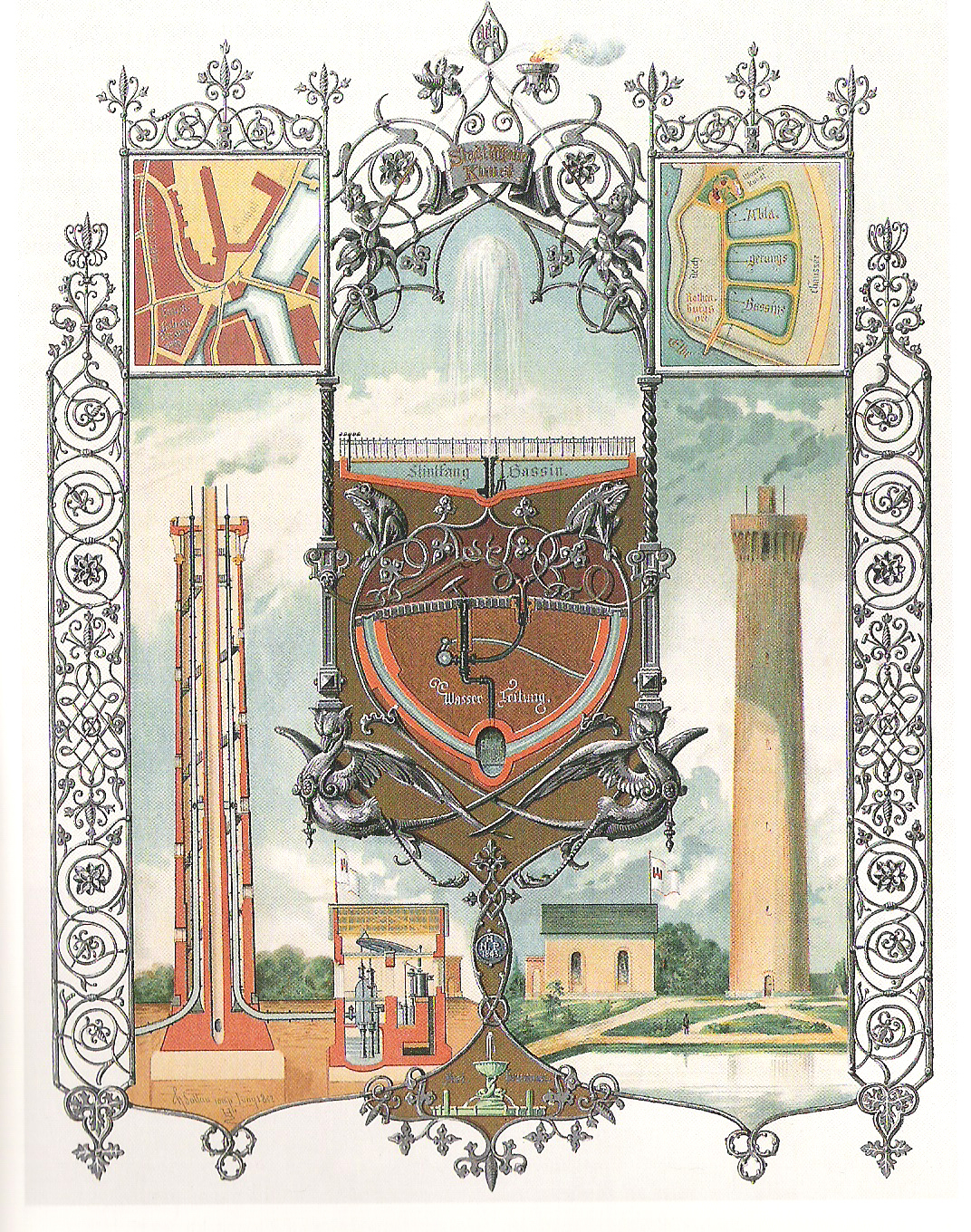
Gedenkblatt zur Stadtwasserkunst, von Hermann Wilhelm Soltau, 1852

1848 waren die Bauarbeiten abgeschlossen, die so genannte Stadtwasserkunst ging in Betrieb. Dieser altertümliche Begriff bezeichnet die Gesamtheit der Wasserversorgung, das heißt das Wasserwerk in Rothenburgsort samt dem Leitungsnetz. Die Versorgung durch Wasserträger wie Johann Wilhelm Bentz wurde danach überflüssig. Im Übrigen entwickelte sich aus der Aufsicht und Verwaltung der Stadtwasserkunst eine staatliche Behörde zur Bewirtschaftung der Anlagen. Hamburg hatte jedenfalls eine für die damalige Zeit hochmoderne Wasserversorgung und Abwasserbeseitigung. In den folgenden Jahren ging der Ausbau der Wasserversorgung weiter: 1859 begann der Bau eines knapp zwölf Millionen Liter fassenden Erdwasserbehälters im Sternschanzenpark, der 1864 in Betrieb ging und vom Wasserwerk Rothenburgsort aus befüllt wurde. Der erste „echte“ Wasserturm wurde 1855 mit einem Speichervolumen von rund 2,3 Millionen Litern am Berliner Tor gebaut; er diente als Zwischenspeicher. Schon 1863 war das Rohrnetz der Wasserversorgung auf 145 Kilometer angewachsen. Mittlerweile war nicht nur die innere Stadt, sondern es waren auch schon die Vororte ans Netz angeschlossen. 11.000 Haushalte verfügten über den Zugang zur Wasserversorgung und 1.800 Hydranten dienten als Löschwasserzugang.

Das Hochreservoir am Berliner Tor fasste rund 2,3 Millionen Liter Wasser

Durch die Einbeziehung der Vororte wuchs nicht nur der Wasserbedarf, sondern auch die Abwassermenge. Daher wurde als Rückgrat der Entsorgung 1875 das mächtige Geeststammsiel fertiggestellt. Es lief zum einen östlich der Alster entlang und entwässerte die Vororte Uhlenhorst, Winterhude, Barmbek, Eilbek und Hamm. Die westliche Gabelung entwässerte die Vororte Rotherbaum, Harvestehude, Hoheluft (damals Teil Eppendorfs) und Eimsbüttel. Die Verbindung beider Arme lag unmittelbar unter der seinerzeit neuen Lombardsbrücke – ein so genannter Düker – und mündete nahe den St.-Pauli-Landungsbrücken bei der St. Pauli Hafenstraße in die Elbe. Es wies eine hölzerne Verlängerung bis in die Strommitte auf, um die Abwässer zu verdünnen und zu verteilen.
Im Laufe der Jahre entstanden neue Wasserwerke in und um Hamburg, beispielsweise 1859 das Wasserwerk Baursberg der Altonaer Gas- und Wassergesellschaft. Das Trinkwasser wurde dort von Anfang an nach Londoner Vorbild mit Langsamsandfiltern bakteriell und organisch gereinigt. Später wurden regelmäßige bakterielle Untersuchungen eingeführt. Das Wasserwerk Bergedorf wurde 1867 gebaut, im selben Jahr entstand die Kanalisationspumpe Hammerbrook. Ab 1875 entstand am Anckelmannsplatz ein neues Pumpwerk, das das Schmutzwasser aus Hammerbrook in das Geeststammsiel abführte.
In den etwa 50 Jahren nach der Entstehung der Wasserver- und -entsorgung ab 1843 bis zur nächsten großen Hygienekatastrophe Hamburgs 1892 hatte sich die Bevölkerung Hamburgs, insbesondere auch wegen der flächenmäßigen Ausbreitung der Großstadt, von etwa 190.000 auf etwa 620.000 Einwohner verdreifacht. Dieser Umstand brachte eine erhebliche Verschlechterung der Trinkwasserqualität mit sich.

### Cholera und Filtration

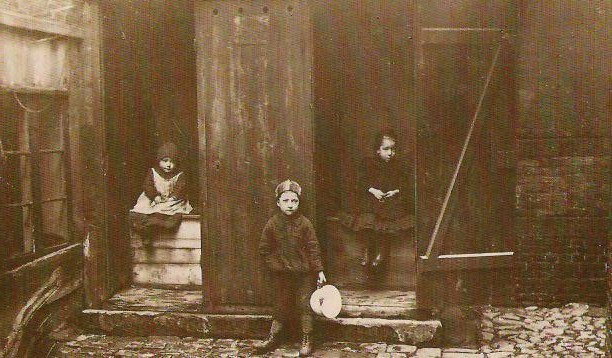
Die Gemeinschaftstoiletten ohne Anschluss an die Kanalisation begünstigten die Ausbreitung von Krankheiten und Seuchen, 1890

Noch war das entnommene Elbwasser unfiltriert, obgleich die Pläne für eine Filtration von Beginn an vorlagen. Die Filtration war allerdings aus finanziellen Gründen verworfen worden. Bereits 20 Jahre nach Inbetriebnahme des Systems beklagte 1872 die Hamburger Medizinalbehörde die schlechte Qualität des unfiltrierten Wassers, das „zum Trinken durchaus nachteilig zu betrachten“ sei. Ein volkstümliches Gedicht lautete seinerzeit:

„Vom Tier im Hamburger Wasserrohr
Da kommen 16 Arten vor:
Ein Neunaug’, Stichling und Aal
Drei Würmer leben in dem Strahl
Drei Muscheln und drei träge Schnecken
Sich mit der muntern Assel necken
Ein Schwamm, ein Moostier, ein Polyp
Die dringen lustig durch das Sieb
An toten Tieren kommen raus
Der Hund, die Katze und die Maus
Noch nicht gefunden sind, Malheur
Der Architekt und Ingenieur.“

„Waschgelegenheiten“ wie in der Ecke dieses kombinierten Wohn- und Schlafraumes in einer Arbeiterwohnung waren hygienisch unzureichend

1876 waren 18 Tierarten im Hamburger Trinkwasser zu finden und 1888 waren es bereits über 40. Die Feuerwehr musste Siebe an den Nothpfosten anbringen, damit nicht Aale in ihre Dampfspritzen gelangten, die zuvor mit dem Elbwasser ins Netz gesaugt worden waren.
Im Laufe des 19. Jahrhunderts kam es in der Stadt zu mehreren Choleraepidemien. Die etwa drei Monate währende letzte Epidemie von 1892 war die mit Abstand schwerste (→ Choleraepidemie von 1892). Am 18. August 1892 traten die ersten Fälle der asiatischen Cholera auf. Von ihr waren insbesondere die ärmeren Gegenden betroffen wie das eng bebaute Gängeviertel in der Hamburger Neustadt. Eine der Ursachen waren die schlechteren hygienischen Umstände, da in den weniger wohlhabenden Viertel noch immer keine eigenen und teuren Wasserhausanschlüsse verlegt waren, sondern die Bewohner noch immer recht umständlich und auf Kosten der Reinigungsfrequenz das Wasser aus öffentlichen Sammelanschlüssen entnahmen. Als weitere Ursache galt die schlechte Trinkwasserqualität Hamburgs. Der Mediziner und Entdecker des Choleraerregers Robert Koch kam am 24. August 1892 nach Hamburg und erklärte: „Ich vergesse, dass ich mich in Europa befinde.“ Auf dem Zenit der Cholerawelle am 27. August 1892 erkrankten allein 1102 Menschen an diesem Tag. Bis zur amtlichen Feststellung über die Seuchenfreiheit in der Stadt kostete die Seuche 8605 Menschen das Leben, 16.596 Einwohner erkrankten.

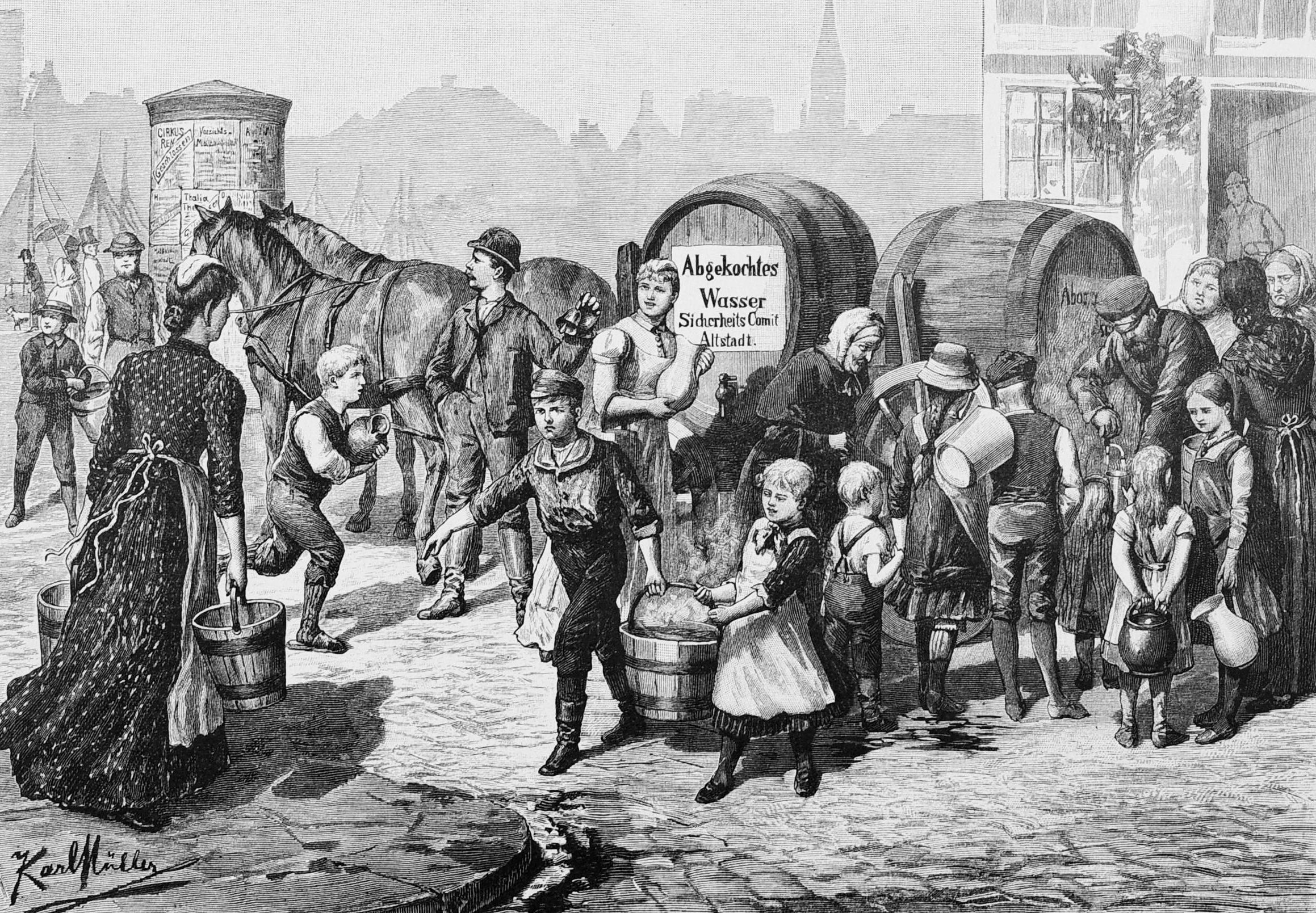
Versorgung mit abgekochtem Wasser, Zeichnung von Karl Josef Müller, 1892

Ein Filtrierwerk hätte die Ausweitung der Choleraepidemie verhindern können. Denn in der Stadt Altona, die bereits seit 33 Jahren mit filtriertem Elbwasser versorgt worden war, registrierten die Behörden kaum Cholerafälle. Dabei war ein Filtrierwerk in Hamburg bereits 1887 beschlossen worden. Die finanziellen Mittel in Höhe von neun Millionen Reichsmark waren 1888 genehmigt, aber erst 1890 freigegeben worden. Der Bau begann 1891 und sollte 1894 beendet sein. Die Verantwortung für die hohe Anzahl Verstorbener und Erkrankter sah der Abgeordnete Dr. Gieschen in der Bürgerschaftssitzung am 1. Oktober 1892 beim Senat: „Die Bürgerschaft ist nicht schuld an der Verzögerung der Filtration. Im Juni 1888 haben wir die Kosten schon genehmigt, aber der Senat bepackte die Vorlage mit einer Bedingung, mit der Wassertariffrage, und dadurch gingen weitere zwei kostbare Jahre bis 1890 verloren. Um lumpiger 50.000 Mark wegen verzögerte man die Inangriffnahme des Baues und dadurch allein haben wir die Cholera ins Land bekommen.“ Der Mediziner Ferdinand Hueppe kam 1894 zum selben Ergebnis: „Die Ratsherren der reichen Hansestadt, die nur an Profit dachten, deren Blicke immer nach draußen, aufs Meer und übers Meer gerichtet waren, hatten keine Zeit zum Nachdenken über die Notwendigkeit hygienischer Maßnahmen, trotzdem bereits 1873 die Reinigung des verschmutzten Elbwassers durch Sandfiltration gefordert worden war.“

Filtrationsanlagen auf Kaltehofe 1893

Der Bau konnte, dank des Einsatzes von Soldaten, schon ein Jahr eher, am 1. Mai 1893, fertig gestellt werden. Die neue Anlage befand sich auf der Elbhalbinsel Kaltehofe, ganz in der Nähe des bisherigen Wasserwerks in Rothenburgsort. Das Werk bestand aus einer neuen Schöpfstelle sowie aus vier hochliegenden Wasserbassins auf der Billwerder Insel. In den dortigen Ablagerungsbehältern sollten zunächst die Schwebeteilchen im Wasser zu Boden sinken. Von dort wurde das zu reinigende Wasser in die 2,4 Kilometer lange, unterirdische Kanalleitung zur Filtrationsanlage auf Kaltehofe geführt. Die Filterkörper der dortigen 18 Filterbassins bestanden wiederum aus Sand und Kies, so dass organische und bakterielle Verschmutzungen herausgefiltert wurden. Die 18 Filteranlagen lieferten jeweils 12.000 Tonnen gereinigtes Wasser am Tag, das durch gemauerte Kanäle und schmiedeeiserne Röhren unter der damaligen Norderelbe (heute Billwerder Bucht) in zwei riesige Vorratsbehälter und von dort aus in die Pumpanlagen der Stadtwasserkunst in Rothenburgsort gepumpt wurde. Vom Wasserwerk aus gelangte das saubere Wasser in das Leitungsnetz der Stadt.
Verantwortlicher Ingenieur war Franz Andreas Meyer, der auch schon für die Speicherstadt im Hamburger Hafen verantwortlich zeichnete.

### Die Zeit der Wassertürme

Versorgungsnetz um 1900

Trotz Filtration des Elbwassers verschlechterte sich die Wasserqualität weiter. Die Gründe hierfür lagen unter anderem in der steten Verschlammung der Filteranlagen auf Kaltehofe und daran, dass Industriebetriebe ihre mitunter giftigen Abfälle und ihren hochgiftigen Sondermüll völlig unkontrolliert und ungefiltert in die Elbe leiteten. So kam es, dass beispielsweise der Chloranteil pro Liter innerhalb kurzer Zeit von etwa 50 Milligramm auf mehr als 300 Milligramm anstieg. Darüber hinaus entsorgten die Städte Hamburg und Harburg ihre Abwässer nach wie vor auch in der Elbe, aus der das Trinkwasser gewonnen wurde.

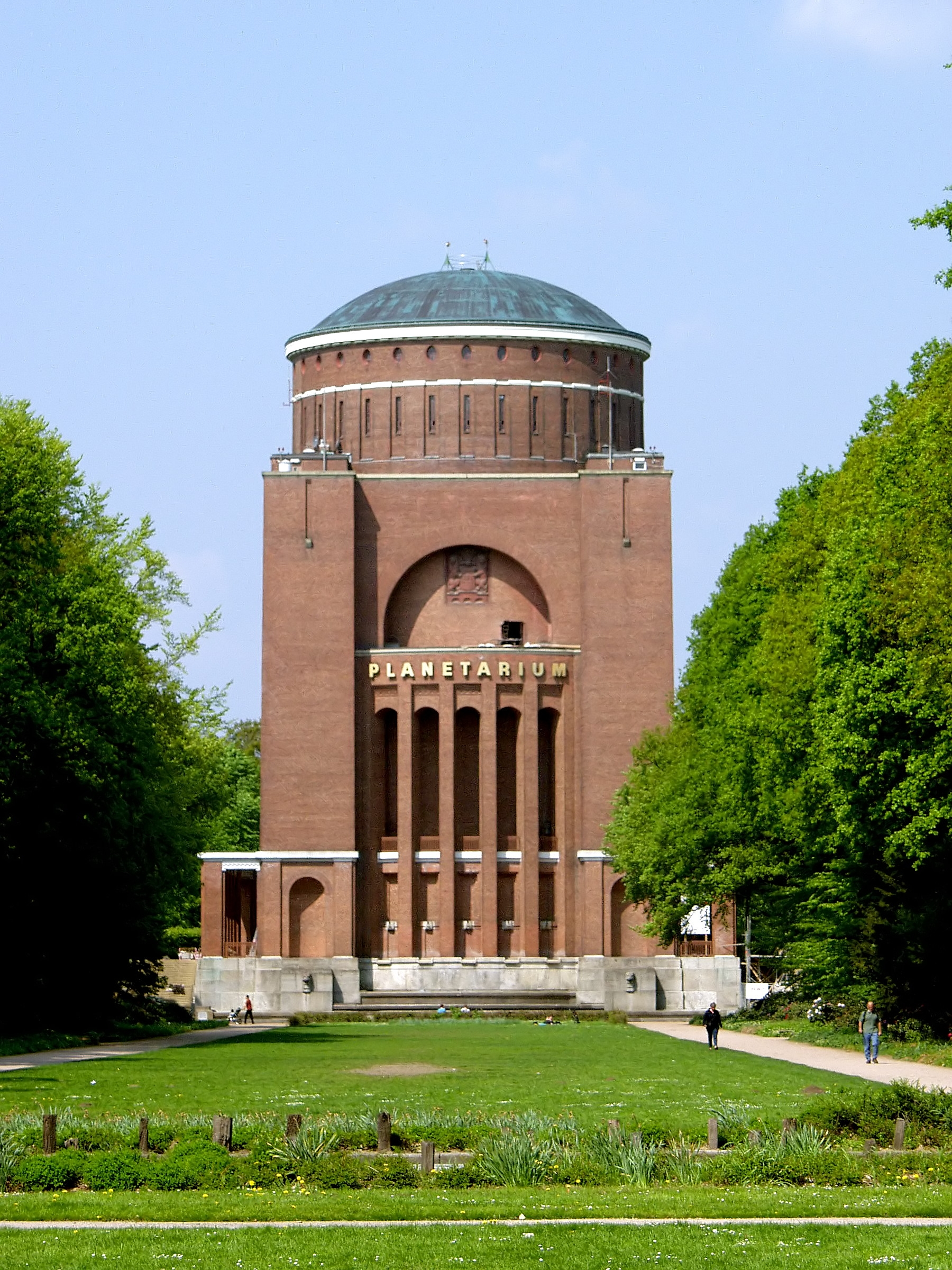
Ehemaliger Wasserturm im Stadtpark

Die Lösung lag in der Fertigstellung des ersten Grundwasserwerks in Billbrook im Oktober 1905 (das bis 1985 in Betrieb blieb). Die Stadtwasserkunst bereitete das dort aus dem Grund gepumpte Wasser in Rothenburgsort auf. Zunächst versorgte dieses Wasserwerk lediglich ein Viertel der Hamburger Bevölkerung mit Grundwasser. Der erste Schritt für eine weitgehende Unabhängigkeit vom Elbwasser war jedenfalls getan. In den Folgejahren entstanden rund um Hamburg eine Reihe neuer Wasserwerke, beispielsweise in Bergedorf, in Harburg, in Lokstedt, in Stellingen und in Billstedt.
In Hamburg wurde der Erdbehälter im Sternschanzenpark 1905 außer Betrieb genommen. Auf seinen Fundamenten entstand 1910 ein großer Wasserturm, der heute als Schanzenturm bekannt ist. Sein Fassungsvermögen wird von der einen Quelle mit 6000 Kubikmetern angegeben, nach anderer Quelle hatte er jedoch zwei übereinander angeordnete Wasserbehälter mit jeweils 2300 Kubikmetern Fassungsvermögen. Im selben Jahr erbaute die Stadtwasserkunst einen weiteren Wasserturm mit weniger Volumen auf der Uhlenhorst. Der 1908 außer Betrieb genommene Wasserhochbehälter am Berliner Tor wurde 1911 abgerissen. Dafür entstand von 1913 bis 1916 der Wasserturm im Stadtpark. Sein Fassungsvermögen wird von der einen Quelle mit 6000 Kubikmetern angegeben, nach anderer Quelle fasste er jedoch 3000 Kubikmeter Wasser.
In der Hamburger Wasserversorgung gab es zwei verschiedene Druckzonen. Da die Stadtwasserkunst beide Druckzonen zusammenlegen wollte, legte sie die beiden Wassertürme im Sternschanzenpark und im Stadtpark 1924 still. Der Wasserturm im Sternschanzenpark findet nach heftigen Auseinandersetzungen heute als Hotel Verwendung. Die Stilllegung des Wasserturms im Stadtpark erwies sich als zufälliger Glücksfall ohne Auseinandersetzungen: 1925 kaufte die Stadt Hamburg bei der Firma Carl Zeiss in Jena ein komplettes Planetarium, konnte es aber nicht unterbringen, da kein Geld für die Finanzierung eines entsprechenden Gebäudes investiert wurde. Das Angebot, hierfür den außer Betrieb genommenen Wasserturm zu verwenden, nahm die Stadt an. Der Wasserturm wurde zum Planetarium umgebaut. Die Eröffnung des mittlerweile zur Hamburger Institution gewordenen Planetariums Hamburg erfolgte 1930.

## Hamburger Wasserwerke

### Umbenennung

1924 entstanden die Hamburger Wasserwerke

Am 1. April 1924 wurde aus dem Teil der Stadtwasserkunst, der für die Wasserversorgung und die Warmbadeanstalten zuständig war, die Hamburger Wasserwerke GmbH (HWW). Der Teil der Stadtwasserkunst, der für die Entwässerung zuständig war, wurde zunächst in eine Deputation der Baubehörde überführt. Zu diesem damaligen Zeitpunkt war die Freie und Hansestadt Hamburg noch immer einziger Gesellschafter, die Hamburger Wasserwerke waren ein Unternehmen in Staatseigentum geworden. Sie versorgten 1.079.000 Einwohner, die Wasserabgabe betrug 56,3 Millionen Kubikmeter – also über 56 Milliarden Liter –, die Länge des Rohrnetzes war auf 997 Kilometer angewachsen.
Das zweite Grundwasserwerk in Curslack, 18 Kilometer vom Stadtkern entfernt, ging 1928 in Betrieb. Hierdurch verbesserte sich die Trinkwasserqualität erheblich. Das Wasserwerk förderte täglich 90 Millionen Liter. Ab diesem Jahr deckten die Grundwasserwerke in Billbrook und Curslack rund zwei Drittel des Trinkwasserbedarfs der Hamburger Bevölkerung ab.
Zusammen mit der Stadt Wandsbek und dem Kreis Stormarn gründeten die HWW am 5. Oktober 1928 die Wasserwerke Hamburg-Ost GmbH. Sie nutzten das Wasser aus dem Wasserwerk Großensee.

### 1930er- und 1940er-Jahre
Das 1937 beschlossene Groß-Hamburg-Gesetz trat zum 1. April 1937 und 1. April 1938 in zwei Stufen in Kraft. Hierdurch erweiterte sich das Staatsgebiet von 41.498 auf 74.661 Hektar, da die ehemals preußischen Städte Altona, Harburg-Wilhelmsburg und Wandsbek mit Hamburg vereinigt wurden. Auch die bereits zu Hamburg gehörende Stadt Bergedorf zählte nunmehr unmittelbar zum Staatsgebiet. Die Einwohnerzahl stieg von 1,2 auf knapp 1,7 Millionen. Zwölf Wasserwerke kamen neu unter die Verwaltung der HWW hinzu: Hamburg-Ost, Altona, Harburg-Wilhelmsburg, Wandsbek, Lokstedt, Billstedt, Lohbrügge, Bergedorf, Altenwerder, Francop, Cranz und Neuenfelde. In diesem Jahr betrug der Grundwasseranteil knapp 89 Prozent, das Rohrnetz wies eine Länge von 2744 Kilometer auf, das Sielnetz verdoppelte sich auf rund 1800 Kilometer.

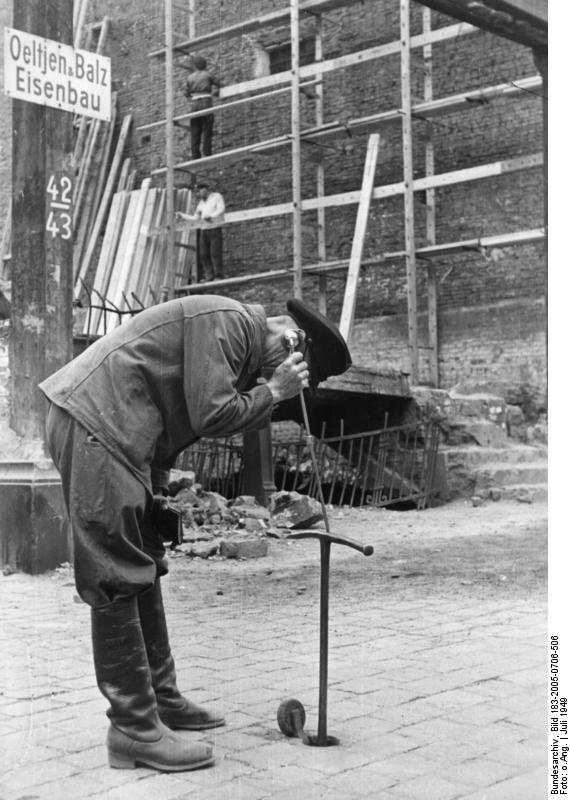
Wasserspürer 1949

In der Zeit vom 24. Juli bis 3. August 1943 erfolgten im Rahmen der Operation Gomorrha sieben alliierte Bombenangriffe auf die Hamburger Zivilbevölkerung sowie Teile der Industrieanlagen und richteten hierbei großflächige Zerstörungen an. Die abgeworfenen Luftminen und Sprengbomben ließen wegen ihrer Sprengkraft auch zahlreiche Wasserleitungen bersten. Die Reinwassertransportleitung vom Wasserwerk Curslack zum Hauptpumpwerk in Rothenburgsort sowie das gesamte Rohr- und Sielnetz wurden schwer beschädigt. Allein das Wasserwerk Kaltehofe erhielt 88 Bombentreffer, wodurch der größte Teil der 176.000 Quadratmeter großen Filterfläche außer Funktion gesetzt wurde. Das Wasserwerk konnte nur noch 65 Prozent seiner vorherigen Leistung bringen, so dass statt der üblichen 220 Millionen Liter nur noch 143 Millionen Liter täglich gefiltert werden konnten. Das Hauptpumpwerk in Rothenburgsort und die dort stehenden Reinwasserbehälter erhielten ebenfalls Bombentreffer und fielen aus. Die Speicherkapazität nahm von 60 Millionen auf zehn Millionen Liter ab. Die Wasserversorgung des Hamburger Kerngebiets brach zusammen. Die Bevölkerung musste mühsam durch Tankwagen und aus Hydranten mit Trinkwasser versorgt werden.
Auch die Hamburger Wasserwerke als Behörde blieben nicht verschont: Durch die Bombenangriffe wurden annähernd alle Unterlagen wie Akten, Bücher, Karteien und Rohrnetzpläne zerstört. Die Wassergeldeinnahmen blieben aufgrund der Bombenangriffe fast vollständig aus. Neben der Wasserversorgung war auch die Energieversorgung gestört. Die Schäden trafen neben der Bevölkerung auch die Unternehmen: Die elektrisch betriebenen Wasserwerke konnten nur noch zu 40 Prozent mit Strom betrieben werden, die restlichen 60 Prozent der Wassermenge mussten mittels Dampfpumpwerken ins Wassernetz befördert werden. Ende März 1945 reichten die Brennstoffvorräte nur noch für vier Tage, so dass die Wasserversorgung drohte, zum Erliegen zu kommen. Die Wasserverluste durch Beschädigungen am Rohrnetz betrugen anfangs 25 bis 35 Prozent. Dadurch entstand der Beruf des Wasserspürers, der schadhafte Rohre mit Hilfe eines aus einer empfindlichen Membran bestehenden Gerätes aufspürte. Das 1850 Kilometer lange Hamburger Kanalisationsnetz war an 2100 Stellen durch Bomben beschädigt oder zerstört. 1944/45 mussten unter anderen Häftlinge der KZ-Außenlager Dessauer Ufer und Fuhlsbüttel für die Hamburger Wasserwerke Zwangsarbeit verrichten.

### Das Ende der Versorgung mit Elbwasser

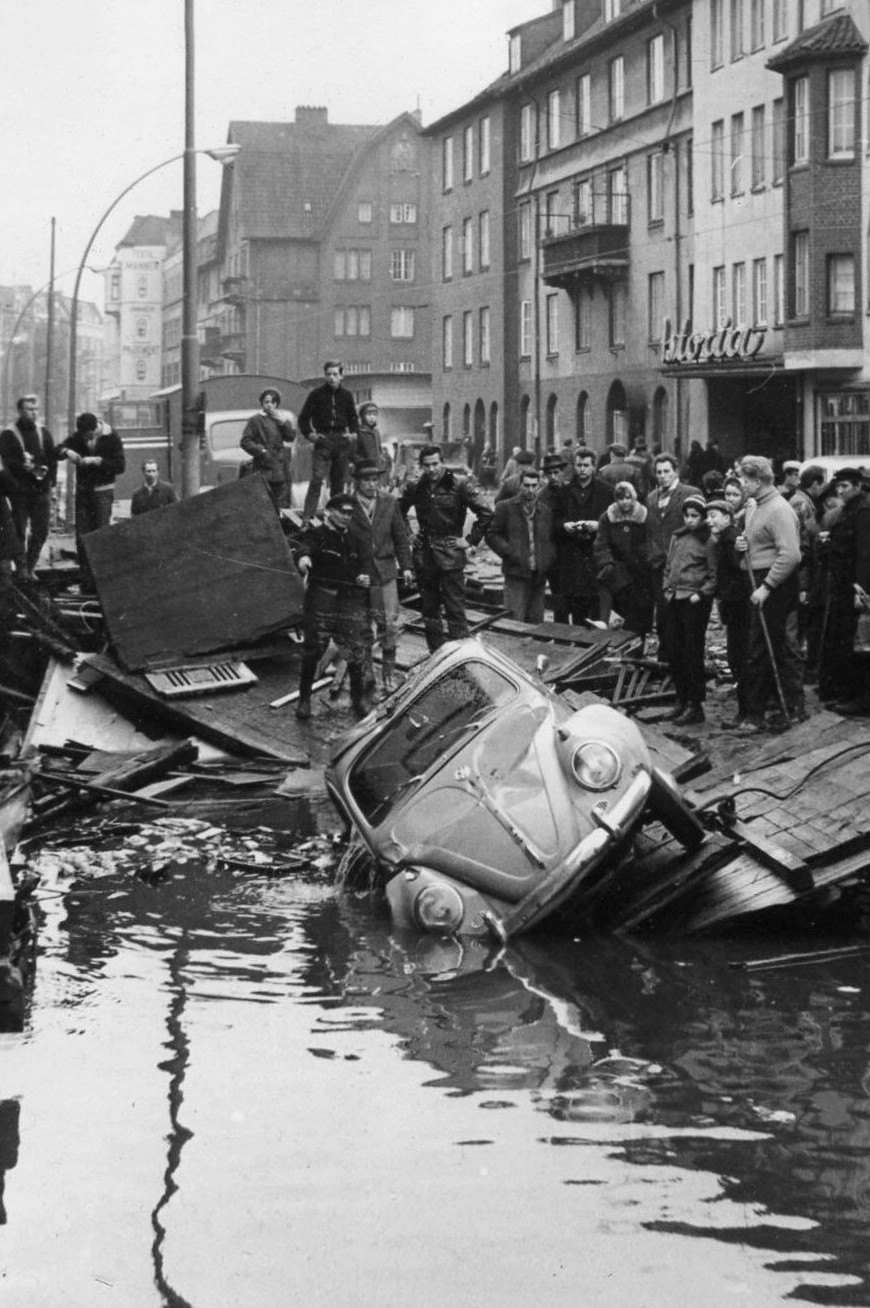
Die schwere Sturmflut 1962 erforderte eine Notversorgung mit Trinkwasser

1947 hatte Hamburg 1,4 Millionen Einwohner. Die HWW versorgten sie in diesem Jahr mit 111 Millionen Kubikmeter Trinkwasser. Die Rohrnetzlänge betrug etwa 3.000 Kilometer. Das Hauptpumpwerk in Rothenburgsort erhielt die ersten Elektrokreiselpumpen. Durch die Bombardierung der Bevölkerung waren viele Einwohner in die Hamburger Randgebiete gezogen, die von den Zerstörungen nicht in dem Maß betroffen waren wie einwohnerstärkere Gebiete. Noch 1951 waren von den nun bereits 1,6 Millionen Einwohnern der Stadt nur 1,2 Millionen an das Sielnetz angeschlossen, so dass rund 400.000 Hamburger ohne Kanalisation auskommen mussten.
Im Februar 1962 gab es eine sehr schwere Sturmflut, die die Deiche brechen ließ und große Teile Hamburgs unter Wasser setzte, insbesondere südlich und östlich der Elbe. Nach der „Jahrhundertflut“ mussten viele Bewohner mit Trinkwasser notversorgt werden. Die Filterbecken des Wasserwerkes Kaltehofe wurden vom Elbwasser überspült. Das Werk konnte bereits nach einer Woche wieder unbedenkliches Wasser liefern. Anders ging es den Wasserwerken Wilhelmsburg, Süderelbmarsch und Haseldorfer Marsch: Sie mussten für Monate außer Betrieb bleiben. Das Wasserwerk Moorburg war sogar so schwer beschädigt, dass es den Betrieb nicht wieder aufnehmen konnte.

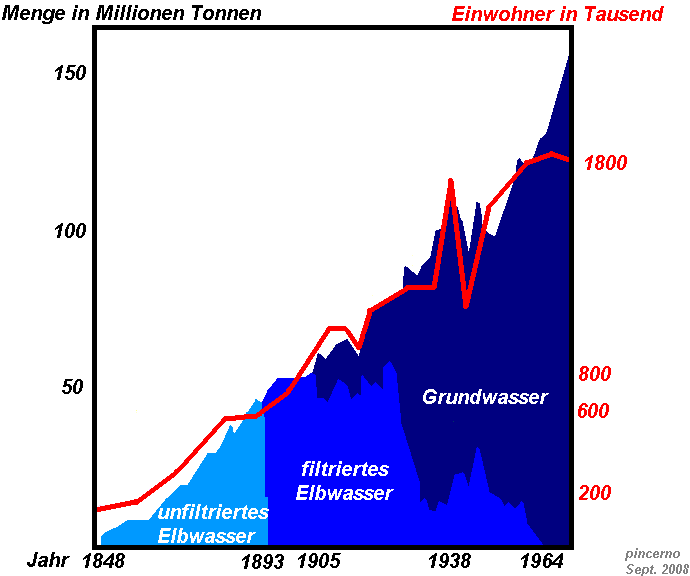
Erst ab 1964 erfolgte die Versorgung ausschließlich mit Grundwasser

In der Wasserversorgung Hamburgs markierte das Jahr 1964 einen besonderen Zeitpunkt. Die Hamburger waren zunächst durch die Stadtwasserkunst und später durch die Hamburger Wasserwerke mit unfiltriertem bzw. filtriertem Elbwasser versorgt worden. Zwar verringerte sich der Anteil des Elbwassers – nach einer kurzen Erhöhung ab Mitte der 1940er-Jahre – kontinuierlich. Die vollständige Umstellung auf eine Versorgung ausschließlich mit Grundwasser erfolgte aber erst 116 Jahre nach Beginn der revolutionären Einführung der modernen Wasserversorgung. Die Qualität des Trinkwassers befindet sich seither durch den geringen Härtegrad und die deutliche Unterschreitung der gesetzlichen Grenzwerte auf dem heutigen hohen Niveau. Das ausschließlich verwendete Grundwasser entsteht überwiegend durch die Niederschläge wie Regen, Hagel und Schnee im Rahmen eines natürlichen Wasserkreislaufs. Die Niederschläge nehmen auf ihrem Weg zum Boden Staubpartikel, Abgase, Sauerstoff und Keime auf. Versickern die Niederschläge in die oberflächennahen Bodenschichten, werden sie durch mechanische Filterung, chemisch-physikalische Reaktionen und bakteriellen Abbau von Schadstoffen gereinigt. Das Wasser wird in Hohlräumen der Erdrinde gesammelt und reichert sich dort mit Mineralien, Elementen und Gasen an. Brunnen pumpen das Grundwasser an die Oberfläche, die einzelnen Wasserwerke reinigen es und bereiten es zum Trinken auf. Hierzu wird das Grundwasser belüftet, ihm wird damit Sauerstoff beigemengt. Der Sauerstoff sorgt für eine Verflüchtigung von Kohlensäure und Schwefelwasserstoff. Eisen und Mangan oxidieren und flocken aus. Sandfilter sieben die festen Flocken aus. Im Bedarfsfall kann das Grundwasser mit Chlor oder Chlordioxid desinfiziert werden.
Von 1987 bis 2004 war die Zeit der Umstellung von Grundstücks- auf Wohnungswasserzähler. Die Umstellung hatte eine Änderung der Berechnung von Pauschal- auf Individualverbrauch zur Folge. Die Individualberechnung sowie die Einführung Wasser sparender Technologie führten zu einem erheblichen Rückgang des Wasserverbrauchs in den Hamburger Haushalten.
Die Stadtentwässerung war im Laufe der Jahre eine Abteilung unterschiedlicher Hamburger Behörden. Zuletzt war sie als Amt für Stadtentwässerung der Umweltbehörde angegliedert und wurde zum 1. Januar 1995 schließlich ganz aus der Hamburger Verwaltung ausgelagert. Es entstand die Hamburger Stadtentwässerung AöR. Ausgliederung aus der Gesundheitsbehörde und Umwandlung in eine Anstalt des öffentlichen Rechts änderten nichts an den Eigentumsverhältnissen, die nach wie vor vollständig der Stadt oblagen.
Am 1. Januar 2006 entstand der Gleichordnungskonzern Hamburg Wasser, der die beiden Unternehmen Hamburger Wasserwerke und Hamburger Stadtentwässerung umfasste. 2007 hatte Hamburg Wasser insgesamt 2.437 Mitarbeiter.

## Heutige Ver- und Entsorgung

### Leitungsnetz

Hamburg Wasser vereinigt HWW und HSE unter einem Dach

Hamburg Wasser versorgt heute rund zwei Millionen Menschen mit Trinkwasser. Zum etwa 1.000 Quadratkilometer großen Versorgungsgebiet gehören neben dem Staatsgebiet der Freien und Hansestadt Hamburg auch 21 Umlandgemeinden in Schleswig-Holstein und Niedersachsen. Der tägliche Durchschnittsverbrauch beträgt ca. 300.000 Kubikmeter. An Spitzentagen können, wie bspw. 2005 bis zu 435.000 Kubikmeter für die Verbraucher bereitgestellt werden. Die Vorratsbehälter, so genannte Reinwasserbehälter, weisen insgesamt ein Volumen von 100.000 Kubikmetern und sind über die 17 Wasserwerke verteilt. Die Reinwasserbehälter dienen auch als Ausgleich: Während die Wasserwerke im Regelfall fortwährend Wasser fördern und aufbereiten, schwankt der Verbrauch der Kunden je nach Wochentag und Tageszeit erheblich. Bei erhöhtem Verbrauch, beispielsweise in den Morgenstunden, geben die Reinwasserbehälter Wasser ab, nachts hingegen speichern sie es.

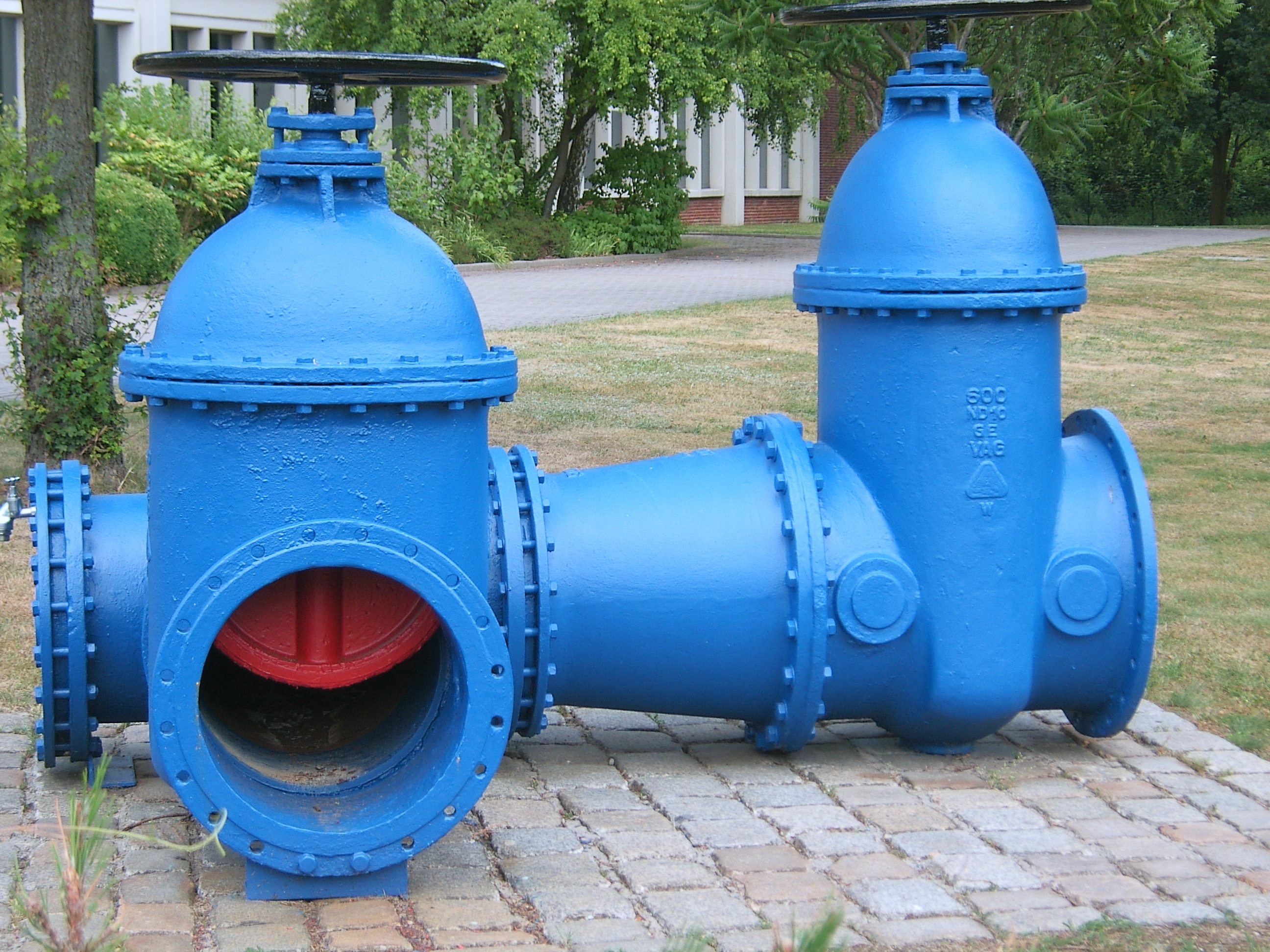
Wasserventil

Das Rohrleitungsnetz für Trinkwasser ist mittlerweile auf rund 5.478 Kilometer angewachsen. Seine Höhe liegt zwischen unter Normalnull im innerstädtischen Bereich und 110 Metern in den Harburger Bergen. Der Höhenunterschied erfordert einen Wasserdruck zwischen 2,0 und 6,5 bar. Dieser Wasserdruck reicht aus, um Wasser bis in das vierte Stockwerk zu pumpen. Für höhere Gebäude müssen Druckverstärker installiert werden, für die die jeweiligen Eigentümer sorgen müssen. Um Schäden vorzubeugen, werden jährlich 80 Kilometer der Rohrleitungen komplett erneuert, was Sanierungsinvestitionen in Höhe von 35 Millionen Euro im Jahr verursacht. Die Leitungen haben – je nach Transportmenge – einen Durchmesser von fünf Zentimetern bis zu einem Meter. Sie bestehen zu 90 Prozent aus stabilem Grauguss bzw. bei Belastung verformbarem Gusseisen, die restlichen Leitungen bestehen aus PVC, Stahl oder Faserzement. Die Anzahl der Hydranten ist inzwischen auf 45.511 angewachsen.
Das Versorgungsgebiet des Unternehmens Hamburg Wasser wird etwa zu einem Drittel mit „weichem“ Wasser beliefert, etwa zwei Drittel werden mit Wasser mit einem mittleren Härtegrad. Nur wenige Stadtteile verfügen ausschließlich über „hartes“ Wasser. Der Härtegrad des Trinkwassers hängt vom Kalzium- und Magnesiumgehalt ab. Gesundheitlich ist der Härtegrad irrelevant, er wirkt sich aber beispielsweise im Geschmack aus: „Hartes“ Wasser schmeckt gehaltvoller, „weiches“ Wasser lässt das Aroma von Tee oder Kakao entfalten. Geräte, in denen heißes Wasser erzeugt wird wie Wasch- oder Kaffeemaschinen, verkalken bei höherem Härtegrad schneller als bei geringerem Härtegrad.

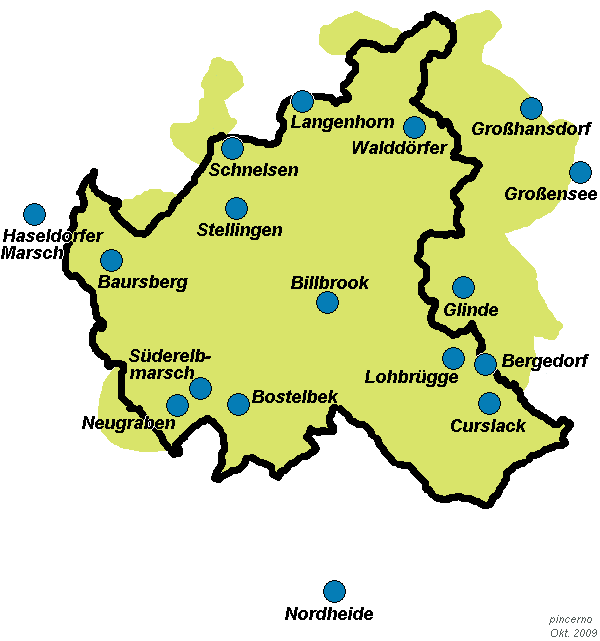
Das Versorgungsgebiet und die Standorte der 17 Wasserwerke 2010

Gegenwärtig werden Hamburg und Teile des Umlandes durch 17 Wasserwerke versorgt. Es wird zwischen so genannten Grundlast- und Regelwerken unterschieden. Während Grundlastwerke rund um die Uhr Trinkwasser in das Rohrnetz abgeben, geben Regelwerke ihr Trinkwasser dem Wasserbedarf der Verbraucher entsprechend dosiert ab, so dass im Zusammenwirken mit der Abgabe durch die Reinwasserbehälter eine lückenlose Versorgung grundsätzlich gewährleistet ist. Die Grundwasser führenden Schichten im Hamburger Raum bestehen überwiegend aus Sand und Kies. Die Ton- und Lehmschichten im Boden sind für die Wassergewinnung nicht geeignet, da sie schwer wasserdurchlässig sind.

### Die einzelnen Wasserwerke

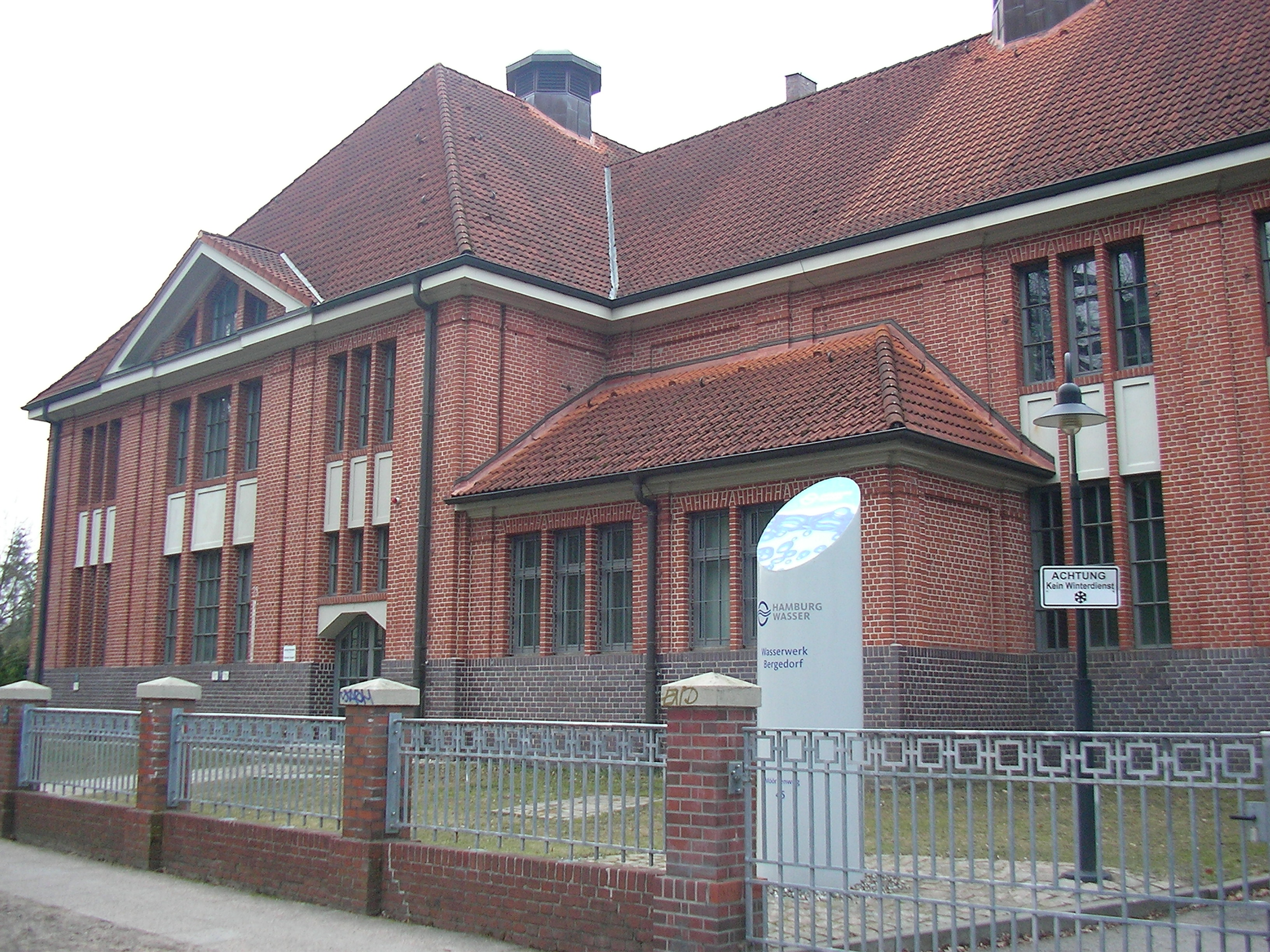
Wasserwerk Bergedorf

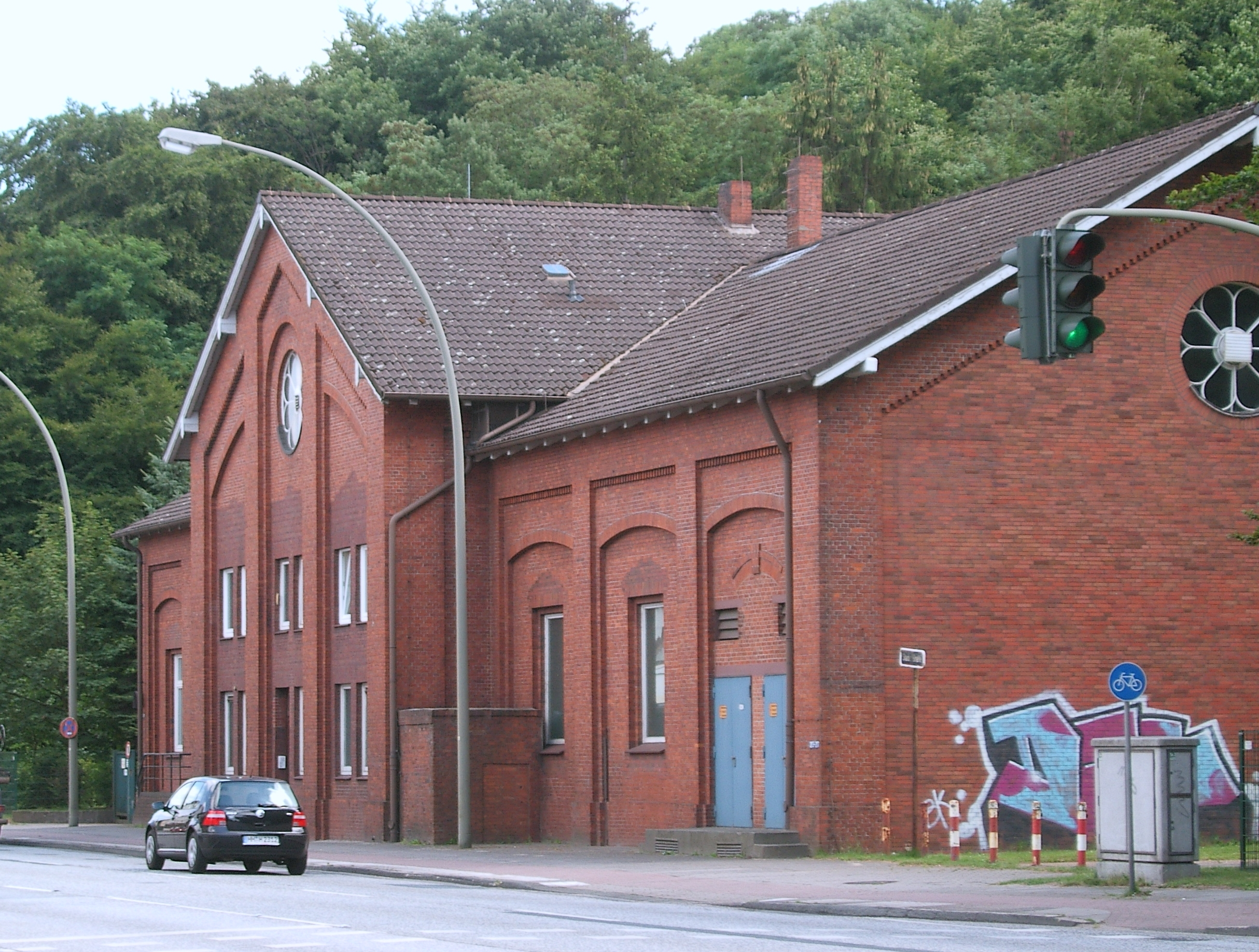
Das Wasserwerk Bostelbek war 1892 das erste Grundwasserwerk

BaursbergDas Wasserwerk Baursberg liegt in Blankenese. Es entstand 1859, also zu einer Zeit, in der der Ort noch zum Herzogtum Holstein gehörte und vom dänischen König regiert wurde. Das Wasserwerk war das erste mit Filtration. Das heutige Werksgebäude stammt von 1915. Mitte der 1980er-Jahre erhielt das Werk eine neue Filteranlage. Elf zwischen 40 und 320 Meter tiefe Brunnen fördern täglich durchschnittlich zwölf Millionen Liter. Aufgrund seiner relativen Höhe von 92 Metern über Normalnull fließt das aufbereitete Trinkwasser im freien Gefälle zu den Verbrauchern. Zum Versorgungsgebiet gehören die Stadtteile Bahrenfeld, Blankenese, Groß Flottbek, Iserbrook, Lurup, Nienstedten, Osdorf, Othmarschen und Sülldorf sowie der schleswig-holsteinische Ort Schenefeld. Das Wasser weist einen hohen Härtegrad auf. Die flacheren Brunnen liegen in den Sanden der Saale-Eiszeit, die tieferen in den oberen Braunkohlesanden.
BergedorfBergedorf gehörte zur Zeit der Inbetriebnahme des örtlichen Wasserwerks 1899 nicht unmittelbar zum Hamburger Staatsgebiet. 1982 erfolgte eine Modernisierung. Fünf Tiefbrunnen fördern zwischen 53 und 112 Metern täglich sieben Millionen Liter Trinkwasser, das teilweise in das Versorgungsgebiet außerhalb Hamburgs gepumpt wird. Das Wasser aus den unteren Braunkohlesanden mit mittlerem Härtegrad versorgt Teile von Bergedorf sowie Reinbek und Wentorf.
Geschichtliches zur Wasserversorgung in Bergedorf → Wasserturm Hamburg-Bergedorf
BillbrookDas Billbrooker Wasserwerk entstand 1905 und ist das älteste auf dem Hamburger Staatsgebiet in den damaligen Grenzen. (Jahrzehnte später erfolgte der Anschluss preußischer Gebiete an Hamburg und damit auch eines noch älteren Wasserwerks.) Der Neubau des Werks Billbrooks ist seit 1982 in Betrieb. 25 Brunnen, die zwischen 21 und 340 Metern liegen, speisen das Wasserwerk. Die mittlere tägliche Wasserabgabe liegt bei 35 Millionen Litern. Es hat mit dem Wasserwerk Curslack gemeinsam das größte Hamburger Versorgungsgebiet, und zwar Allermöhe, Altengamme, Barmbek, Bergedorf, Billbrook, Billstedt, Billwerder, Borgfelde, Curslack, Eilbek, Hamburg-Altstadt, Hamm, Horn, Jenfeld, Moorfleet, Marienthal, Neuengamme, Neustadt, Ochsenwerder, Reitbrook, Rothenburgsort, St. Georg, St. Pauli, Tatenberg, Tonndorf, Uhlenhorst, Wandsbek und Winterhude. Das Trinkwasser für dieses Gebiet stammt aus den Sanden der Saale-Eiszeit und aus den unteren Braunkohlesanden und hat den Härtegrad mittel.
BostelbekDie 1892 gebaute, im heutigen Stadtteil Heimfeld liegende Anlage war das erste Grundwasserwerk der gegenwärtig 16 Hamburger Wasserwerke. Bostelbek gewinnt sein Grundwasser aus sechs Tiefbrunnen, die bei 76 bis 300 Meter fördern sowie aus vier 25 Meter tiefen Flachbrunnen. Es versorgt Teile der Stadtteile Harburg, Heimfeld und Wilhelmsburg mit Wasser des Härtegrades weich. Die flachen Brunnen pumpen das Grundwasser aus den Sanden der Saale-Eiszeit, die tiefen aus den Braunkohlesanden.
CurslackDas Wasserwerk wurde 1928 erbaut und steht im Hamburger Stadtteil Curslack. Der Neubau des Wasserwerks befindet sich unmittelbar neben dem Altbau und wurde 2004 in Betrieb genommen. Mehr als 200 Flach- und 14 Tiefbrunnen befinden sich in einem umzäunten, sieben Kilometer langen und etwa 100 Meter breiten Streifen in den ländlich geprägten Vier- und Marschlande. Die Brunnen sind zwischen zwölf und 106 Meter tief. Die durchschnittliche tägliche Abgabemenge liegt bei 60 Millionen Litern. Damit ist das Wasserwerk Curslack das größte in Hamburg. Es versorgt gemeinsam mit dem Wasserwerk Billbrook 350.000 Einwohner im Zentrum, im Südosten und teilweise im Osten der Stadt. Der Härtegrad ist mittel. Die flachen Brunnen fördern aus den Sanden der Saale-Eiszeit, die tiefen Brunnen liegen in den unteren Braunkohlesanden.
Glinde1966 ging dieses außerhalb Hamburgs befindliche Wasserwerk ans Netz. 14 Brunnen in einer Tiefe von 80 bis 212 Metern liefern täglich 23 Millionen Liter aufzubereitendes Grundwasser, mit dem Teile der peripheren Stadtteile Billstedt, Jenfeld und Lohbrügge sowie die Umlandgemeinden Barsbüttel, Glinde, Oststeinbek, Schönningstedt und Wohltorf in Schleswig-Holstein versorgt werden. Das Wasser aus den Sanden und Kiesen der Elster-Eiszeit und den unteren Braunkohlesanden weist einen mittleren Härtegrad auf.
GroßenseeDas in Schleswig-Holstein liegende Werk wurde 1892 erbaut und 1984/1985 erneuert. Täglich 13,5 Millionen Liter Wasser aus zehn 162 bis 228 Meter tief liegenden Brunnen versorgen Teile des mit 85.000 Einwohnern größten Hamburger Stadtteils Rahlstedt sowie die schleswig-holsteinischen Umlandgemeinden Braak, Brunsbek, Hoisdorf, Siek, Stapelfeld und Stellau. Das Trinkwasser ist weich. Es wird aus den unteren Braunkohlesanden gefördert.
GroßhansdorfAuch diese auswärtige Anlage versorgt Rahlstedt und die Umlandgemeinden. Der Bau entstand 1933, eine weitere Anlage kam 1974 hinzu. Täglich werden 28 Millionen Liter abgegeben aus 20 Brunnen, die in Tiefen von 21 bis 174 Meter liegen. Versorgt werden die Städte und Gemeinden Ahrensburg, Ahrensfelde, Ammersbek, Großhansdorf, Hoisbüttel und Timmerhorn mit mittelgradig hartem Wasser, das aus den Sanden und Kiesen der Elster-Eiszeit stammt.
Haseldorfer MarschNahe der Stadt werden täglich 15 Millionen Liter aufbereitet. Drei Horizontalfilterbrunnen, zwei Flach- und acht Tiefbrunnen fördern Wasser aus 17 bis 107 Meter Tiefe. Die Anlage entstand 1960. Das Versorgungsgebiet umfasst den Stadtteil Rissen sowie das schleswig-holsteinische Gebiet um Hetlingen, Holm, Uetersen und Wedel. Das Trinkwasser weist einen mittleren Härtegrad auf. Die Flachbrunnen fördern das Grundwasser aus den Sanden und Kiesen der Saale-Eiszeit, die Tiefbrunnen zapfen das Grundwasser der Sande und Kiese der Elster-Eiszeit an.
LangenhornDieses Wasserwerk war 1952 das erste nach Staatsgründung der jungen Bundesrepublik gebaute Hamburger Wasserwerk. Insgesamt elf Brunnen fördern täglich 14 Millionen Liter Grundwasser. Die elf Brunnen fördern aus einer Tiefe zwischen 14 und 430 Metern und sind somit die tiefsten des Unternehmens. Die Stadtteile Fuhlsbüttel, Langenhorn und Niendorf werden durch dieses Wasserwerk mit mittelhartem Wasser aus den oberen und unteren Braunkohlesanden versorgt.
LohbrüggeDas kleinste Wasserwerk ist auch das jüngste: 1991 entstand es und liefert aus fünf 68 bis 125 Meter tief gelegenen Brunnen täglich „nur“ 5,5 Millionen Liter Trinkwasser mittleren Härtegrades in den Stadtteil Lohbrügge. Die Brunnen liegen in den unteren Braunkohlesanden.
Geschichtliches zur Wasserversorgung in Lohbrügge → Wasserturm Hamburg-Lohbrügge
NeugrabenDas Wasserwerk liegt im Südwesten und versorgt auch diesen Bereich mit täglich 15 Millionen Litern aus neun Brunnen mit 82 bis 311 Metern Tiefe. 1908 ging das alte Werk in Betrieb. Am alten Platz entstand jedoch ein neues Wasserwerk, das seit 2002 Trinkwasser aufbereitet und in die Stadtteile Hausbruch und Neugraben-Fischbek liefert. Das Wasser ist weich. Dieses Werk fördert sein Wasser aus drei verschiedenen Wasser führenden Schichten: den Sanden der Saale-Eiszeit, den oberen sowie den unteren Braunkohlesanden.
NordheideDieses Wasserwerk liegt in Niedersachsen und am weitesten vom Stadtgebiet entfernt. Es entstand 1982. Die aus 33 Brunnen mit einer Tiefe von 52 bis 326 Metern gewonnenen und aufbereiteten 50 Millionen Liter täglich fließen im freien Gefälle durch eine 28 Kilometer lange Transportleitung. In Ehestorf wird das Wasser zunächst gespeichert, um dann einerseits in die Versorgungsgebiete Harburg und Wilstorf und andererseits unter der Elbe in die Versorgungsgebiete Altona, Eimsbüttel und Ottensen zu gelangen. Der Härtegrad ist weich. Die Brunnen liegen in den Sanden und Kiesen der Saale-Eiszeit und in den unteren Braunkohlesanden. Besonders im Bereich der Gemarkung Handeloh kommt es vermehrt zu Kritik, da durch die Wasserentnahme der ohnehin trockene Boden weiter ausgedürrt werde.
Schnelsen1931 – als dieses Wasserwerk ans Netz ging – gehörte Schnelsen noch nicht zu Hamburg. Die Grunderneuerung erfolgte 1990. Das Werk wird aus 14 Brunnen mit Tiefen zwischen 31 und 205 Metern gespeist. Tiefere Brunnen wären nicht möglich, da dieses Wasserwerk das einzige ist, unter dem sich ab etwa 200 Metern ein Salzstock befindet. Es gibt täglich 13 Millionen Liter aufbereitetes Wasser ab, das Versorgungsgebiet umfasst die Stadtteile Eidelstedt, Großborstel, Niendorf und Schnelsen sowie die Umlandgemeinden Bönningstedt, Ellerbek und Hasloh. Der Härtegrad ist mittel. Die Wasser führenden Schichten bestehen aus Sanden und Kiesen der Elster-Eiszeit sowie aus den oberen Braunkohlesanden.
StellingenHier entstand 1909 ein Wasserwerk. Die Stadt Altona erschloss zwischen 1930 und 1936 weitere Brunnenfassungen und baute das heutige Wasserwerk unmittelbar neben das alte. Ende der 1980er-Jahre erfolgte eine Grundsanierung. Die tägliche Lieferleistung liegt bei 15 Millionen Litern, das Produkt wird aus zehn 40 bis 150 Meter tiefen Brunnen gewonnen. Versorgt werden die Stadtteile Eppendorf, Hoheluft, Lokstedt und Stellingen, und zwar mit hartem Wasser. Dieses Werk pumpt als einziges das Grundwasser aus den Wasser führenden Pinneberger Schichten.
SüderelbmarschDas Wasserwerk liegt im Stadtteil Hausbruch. Es wurde 1952 gebaut und versorgt seit 1956 große Bereiche des Bezirks Harburg mit täglich 38 Millionen Litern, nämlich die Stadtteile Altenwerder, Cranz, Finkenwerder, Francop, Kleiner Grasbrook, Moorburg, Neuenfelde, Steinwerder, Veddel, Waltershof und Wilhelmsburg. Die insgesamt 15 Brunnen liegen zwischen 17 und 363 Metern Tiefe. Das gelieferte Wasser weist den Härtegrad weich auf und stammt aus den Sanden und Kiesen der Elster-Eiszeit, den oberen und den unteren Braunkohlesanden.
WalddörferDie Volksdorfer Anlage fördert seit 1965 Grundwasser aus 19 Brunnen mit 145 bis 370 Metern Tiefe. Die tägliche Abgabe liegt bei 38 Millionen Litern, die Spitzenleistung bei bis zu 60 Millionen Litern. Das Versorgungsgebiet besteht aus den Stadtteilen Alsterdorf, Bergstedt, Bramfeld, Farmsen-Berne, Fuhlsbüttel, Hummelsbüttel, Ohlsdorf, Poppenbüttel, teils Rahlstedt, Sasel, Steilshoop, Volksdorf und Wellingsbüttel. Der Härtegrad ist mittel. Die Brunnen liegen in den Sanden und Kiesen der Elster-Eiszeit und den oberen und unteren Braunkohlesanden.

### Sielnetz und Klärwerke

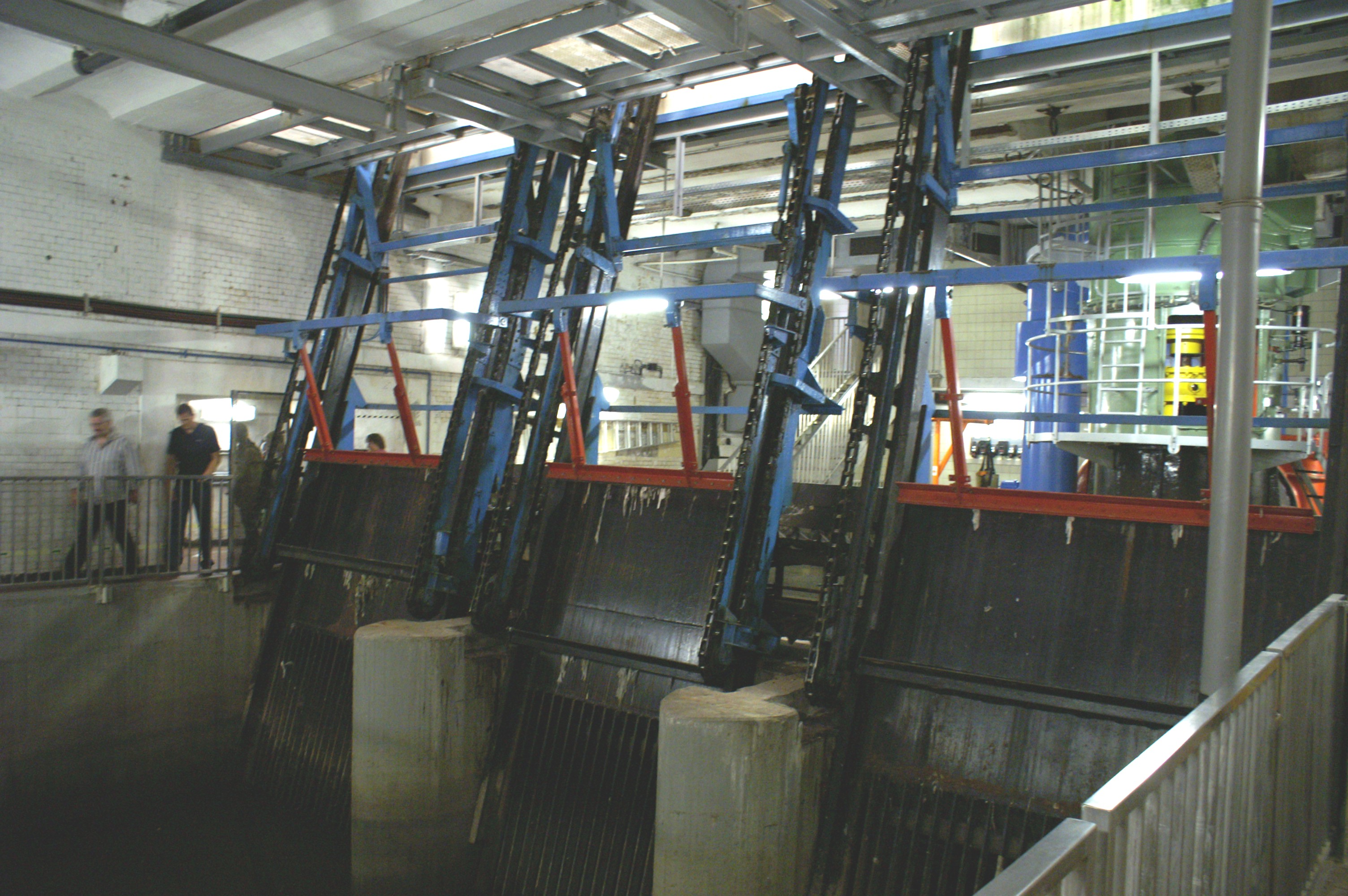
Überlaufbecken

Die Hauptaufgabe der Stadtentwässerung ist die Entsorgung des anfallenden Abwassers der 2,2 Millionen Privathaushalte sowie der Gewerbe- und Industriebetriebe. Da die Kanalisationskanäle in Hamburg Siele genannt werden, heißt das Kanalisationsnetz folgerichtig Sielnetz. Das Hamburger Sielnetz weist insgesamt eine Länge von rund 5.400 Kilometern auf, im innerstädtischen Bereich sind es 943 Kilometer. Täglich fallen etwa 467 Millionen Liter Abwasser an. Hinzu kommen rechnerisch durchschnittlich 68,5 Millionen Liter Regenwasser täglich. Zusätzlich entsorgt die Stadtentwässerung auch das Abwasser von 28 Gemeinden, die um Hamburg herum bereits in den Bundesländern Schleswig-Holstein und Niedersachsen liegen. Das Entsorgungsgebiet ist somit etwa 1.000 Quadratkilometer groß.
Die Hälfte des Sielnetzes besteht aus so genannten Mischsielen, in denen sowohl das Abwasser aus privaten Haushalten und Betrieben als auch das Regenwasser aufgenommen wird. Die andere Hälfte des Sielnetzes ist eine Trennbesielung, in die ausschließlich das durch die Straßeneinlässe (Trummen oder Gullys) aufgenommene Regenwasser in eigene Siele fließt. Die Siele sind unterschiedlich groß, die Größe hängt von Zweck und aufzunehmender Schmutzwassermenge ab. Die kleinen Hausanschlüsse haben lediglich einen Durchmesser von 15 bis in seltenen Fällen 25 Zentimetern. Die öffentlichen Siele in den Straßen sind 15 bis 150 Zentimeter groß. Die Transportsiele, Sammler und alten Hamburger Stammsiele sind hingegen riesig: Sie können bis zu 3,85 Meter hoch und bis zu 4,7 Meter breit sein. Die großen Siele haben keinen Anschluss an die Oberflächengewässer, sondern fließen zumeist im Freigefälle unmittelbar zum Klärwerksverbund und haben die Aufgabe, die örtliche Kanalisation insbesondere bei Regen zu entlasten und vor Überläufen auf Grundstücke und Gewässer zu bewahren. Die Größe der Siele ist abhängig von Einzugsgebiet und Abwassermenge. Bei der Trennbesielung reichen kleinere Rohre aus, bei der Mischkanalisation müssen auch Wassermassen aus Starkregen abgeführt werden können. Die lokalen Rohrleitungen sind etwa zwei bis fünf Meter tief im Boden. Die großen Siele verlaufen in bis zu 27 Meter Tiefe im Erdreich.

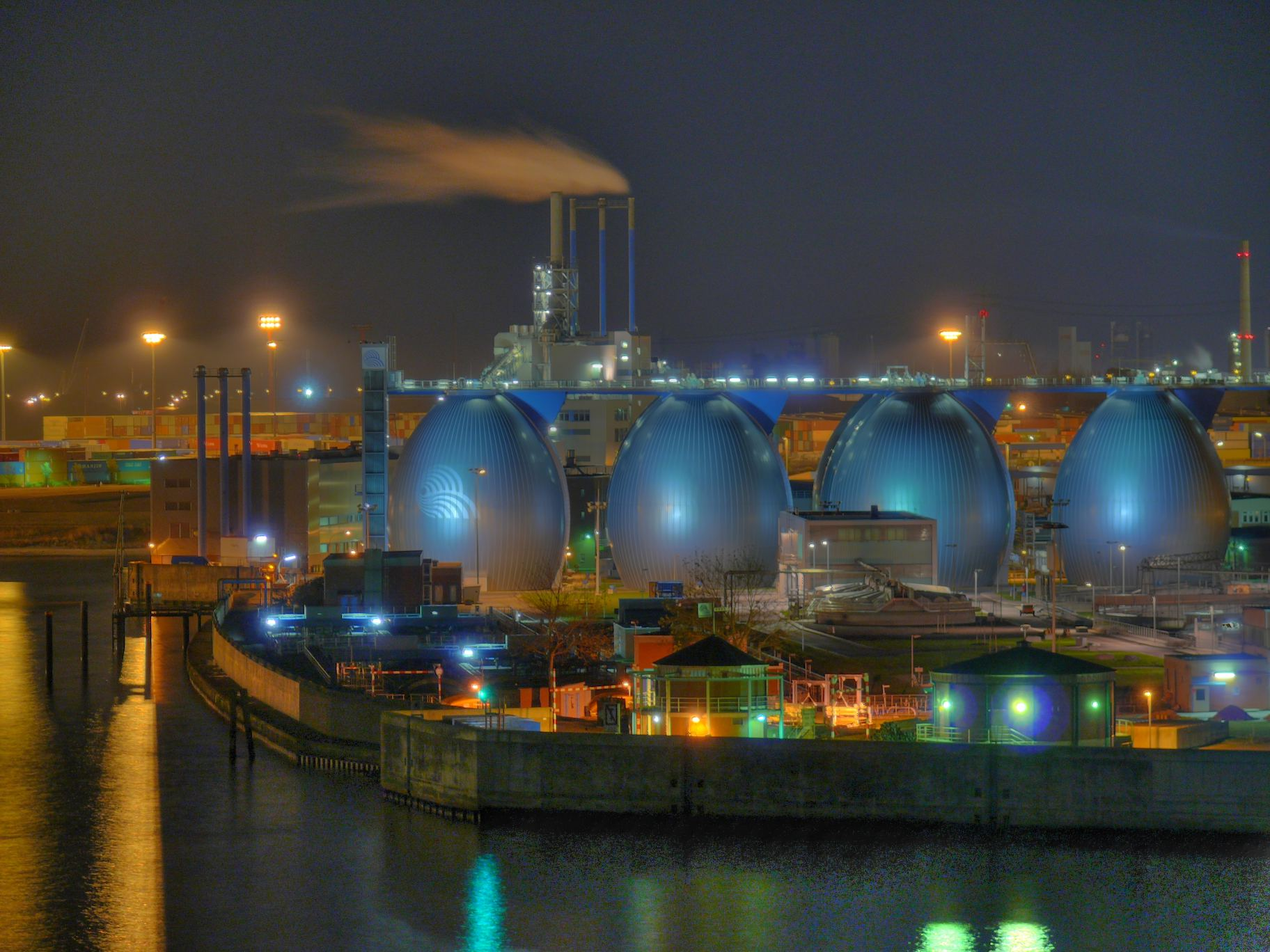
Das Hauptklärwerk Köhlbrandhöft mit den charakteristisch eiförmigen Faultürmen

Die Entwässerung ist in vier große Sielbezirke eingeteilt. Die Mitarbeiter der Sielbezirke sind zuständig für den störungsfreien Sielbetrieb, für die Wartung und langfristige Leistungsfähigkeit des Netzes sowie für den Leitungsneubau. Auch werden neue unterirdische Rückhaltebecken gebaut. Sie haben die Funktion, die Kanalisation bei Regen zu entlasten. Bei vollen Sielen werden sie gefüllt und speichern die Regenmassen zwischen, bis die Siele wieder aufnahmefähig sind. Darüber hinaus müssen über 800.000 technische Anlagen gewartet und funktionsfähig gehalten werden, darunter Schächte, Pumpwerke, die Rückhaltebecken und Absperreinrichtungen. Die Kanalisation muss im Übrigen von Verstopfungen durch Ablagerungen und Hindernissen freigehalten werden. Dazu wird das Kanalnetz regelmäßig durch spezielle Aufbereitungsfahrzeuge gereinigt. Ablagerungen im Siel werden mit Hochdruckspüldüsen gelöst und über einen Saugschlauch in den Kessel des Fahrzeugs gesaugt. Im Durchschnitt werden die Siele alle zweieinhalb Jahre gereinigt. Inspektionen finden etwa alle zehn Jahre statt. Hierzu werden neben Begehungen auch robotergestützte Videokameras für kleinere Kanäle eingesetzt.
Letztlich wird das Abwasser zum mehrstufigen Reinigungsprozess des Klärwerksverbunds Köhlbrandhöft in Steinwerder und Dradenau in Waltershof abgeleitet. Der Abwasserzufluss liegt bei Trockenwetter bei 4.000 bis 5.000 Liter pro Sekunde. Bei Regen kann der Zufluss auf bis zu 19.000 Liter pro Sekunde steigen. Das Klärwerk Köhlbrandhöft bildet die erste Stufe. Es reinigt das zugeführte Abwasser zunächst hauptsächlich mechanisch, indem eine Rechenanlage die Grobstoffe entfernt und der Sandfang den Sand aussiebt. Die verbliebenen Feststoffe werden durch Absetzen und Aufschwimmen vom Abwasser getrennt. Darüber hinaus wird das Abwasser teilweise biologisch und chemisch vorbehandelt, so dass die erste Stufe bereits ein Drittel der Schmutzstoffe aus dem Abwasser entfernt.
Die zweite Stufe bildet das Klärwerk Dradenau. Dort wird das Abwasser in den so genannten Belebungsbecken mit Mikroorganismen angereichert, die auf natürliche Art und Weise die im Abwasser enthaltenen Kohlenstoff- und Stickstoffverbindungen abbauen. Für diesen Stoffwechselprozess wird Sauerstoff durch Oberflächenbelüfter ins Abwasser getragen. Der abschließende Reinigungsschritt findet im Nachklärbecken statt, indem sich der beim Nährstoffabbau durch die Mikroorganismen gebildete Belebtschlamm absetzt und vom Abwasser abgetrennt wird. Das Abwasser wird anschließend in die Elbe geleitet, die gesetzlichen Grenzwerte werden hierbei unterschritten. Der Schlamm – jährlich über 40.000 Tonnen – wird in den zehn jeweils acht Millionen Liter fassenden Faultürmen unter Luftausschluss mit Bakterien versehen und zersetzt sich in Gas und Wasser.

## Verbrauch und Prognosen

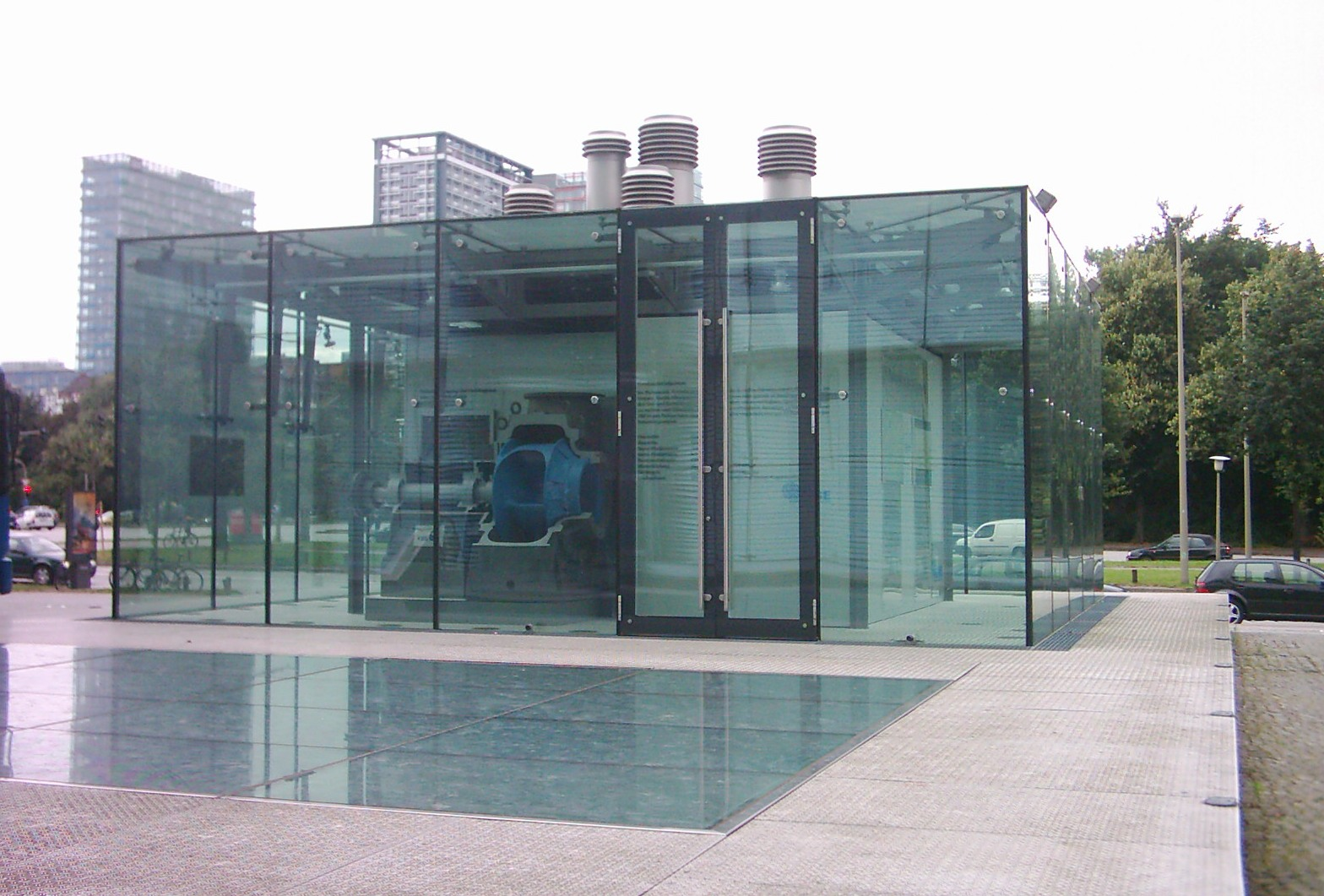
Abwasserpumpwerk am Berliner Tor

Der durchschnittliche private Wasserverbrauch pro Einwohner und Tag in Hamburg sinkt kontinuierlich. 1998 lag er noch bei 169,3 Litern, 2004 waren es 142 Liter, 2010 144.4 Liter. 2014 134 Liter. Der Hauptgrund für die gesunkenen Zahlen liegt in verbrauchssparender Technik wie Wassersparduschen und Spartasten an Toilettenspülungen sowie sparsameren Waschmaschinen und Geschirrspülern. In Sachsen wird mit nur 84 Litern am wenigsten verbraucht. 2007 verwendete ein durchschnittlicher Hamburger rund 40 bis 50 Liter täglich für Toilettenspülungen. 20 bis 30 Liter benötigt er täglich fürs Baden, Duschen und Körperpflege. Etwa 25 bis 45 Liter beanspruchen Abwasch, Wasch- und Spülmaschinen. Nur drei bis fünf Liter – also der mit Abstand geringste Anteil – werden täglich beim Kochen oder zum Trinken verwendet.
Der Wasserverlust durch schadhafte oder durchlässige Wasserleitungen ist in Hamburg gering. Da das Unternehmen Hamburg Wasser jährlich viel Geld in die Instandsetzung des Rohrsystems investiert, liegt die Verlustrate bei nur vier Prozent. Im Bundesdurchschnitt sind es bereits sieben Prozent. Zum Vergleich: 22 Prozent des Wassers gehen in Großbritannien verloren, in Italien 28 Prozent.
Die Gefahren für das Grundwasser durch Industrie, Landwirtschaft, private Haushalte und Abfallwirtschaft sind insbesondere für oberflächennahe Grundwasserförderung nicht gering. So bestehen Schätzungen, dass 40 Prozent der Wassergewinnung aufgrund der Bodenbelastungen beispielsweise durch Schwermetalle langfristig gefährdet sind. Die Hamburger Wasserwirtschaft reagiert hierauf beispielsweise damit, eigene landwirtschaftliche Flächen bewusst an ökologisch wirtschaftende Landwirte zu verpachten, um den Einsatz von Pestiziden zu verhindern. Die Hamburger Verwaltung wirkt den Gefahren durch die Ausweisung von Flächen als Wasserschutzgebiete entgegen, in denen besonders strenge Regelungen gelten. In Hamburg besteht hingegen keine Gefahr, dass das Grundwasser quantitativ knapp werden könnte: Jährlich pumpen die Wasserwerke „nur“ 125 Milliarden Liter Wasser aus dem Grund, während im selben Zeitraum 900 Milliarden Liter – also etwa das Siebenfache – durch Niederschläge ins Erdreich sinken.

### Gedruckte Quellen
- Jürgen Büschenfeld: Die „Industrialisierung“ des Wassers im 19. Jahrhundert – Natürliches Element im technischen Zeitalter Wissenschaft & Umwelt 2003 – Interdisziplinär Nr. 7 (Juli 2003) S. 65–75
- Ernst Christian Schütt u. a.: Chronik Hamburg. 2., aktualisierte Auflage. Bertelsmann Lexikon Verlag, Gütersloh/München 1997, ISBN 3-577-14443-2.
- Franklin Kopitzsch, Daniel Tilgner (Hrsg.): Hamburg Lexikon. 2., durchgesehene Auflage. Zeiseverlag, Hamburg 2000, ISBN 3-9805687-9-2.
- Daniel Tilgner (Hrsg.): Hamburg von Altona bis Zollenspieker. Das Haspa-Handbuch für alle Stadtteile der Hansestadt. Hoffmann und Campe, Hamburg 2002, ISBN 3-455-11333-8.
- Die Stadt-Wasserkunst in Hamburg. Nach officiellen Quellen bearbeitet und mit Genehmigung der hochlöblichen Bau-Deputation herausgegeben von August Fölsch, Hamburg 1851 (Digitalisat)

### Weiterführende Literatur
- Alfred Meng: Geschichte der Hamburger Wasserversorgung, Hamburg 1993, ISBN 3-929229-15-3
- Richard J. Evans: Tod in Hamburg, Reinbek 1991, ISBN 3-498-01648-2